# Kolonie Kleinwelka

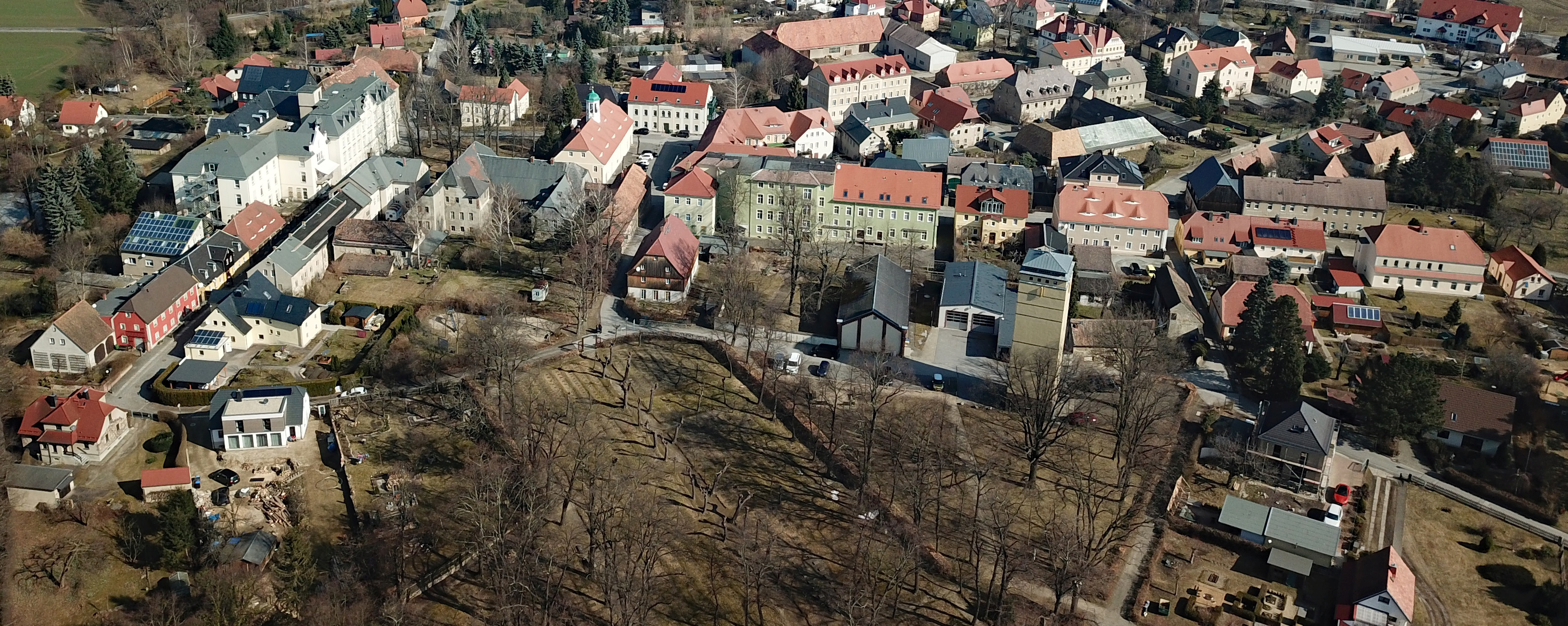
Luftbild der Kolonie Kleinwelka von Süden. Vorn in der Mitte der Gottesacker. Links die ehemalige Knabenschule Peter-Buck-Straße 1. Rechts daneben das Schwesternhäuser-Ensemble. Dahinter der Betsaal mit Gemeingarten. Rechts davon die ehemalige Mädchenschule.

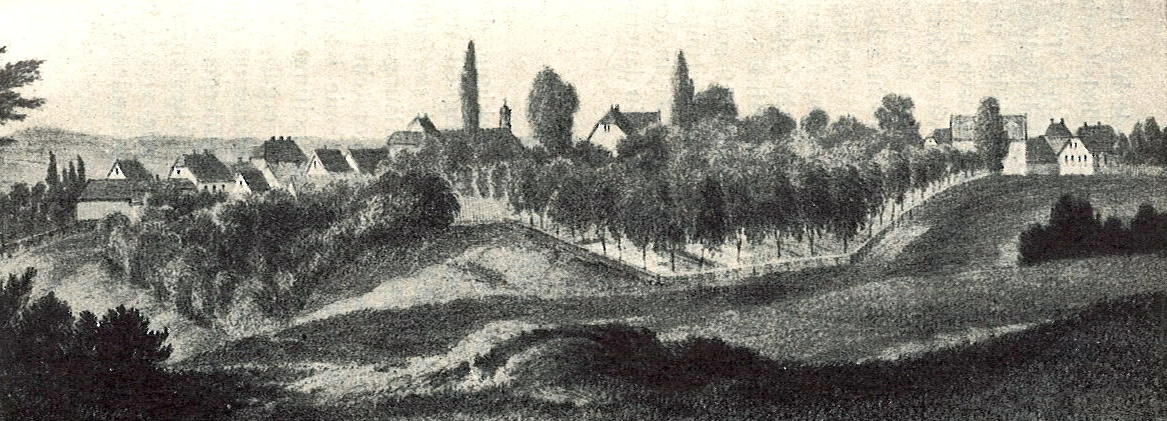
Ähnlicher Standort 1860. In der Mitte der Gottesacker, dahinter das Diasporahaus. Links daneben der Dachreiter des Kirchensaals, davor das Schwesternhaus.

Die Kolonie Kleinwelka ist eine Ansiedlung der Herrnhuter Brüdergemeine im Bautzener Ortsteil Kleinwelka in der Oberlausitz in Ostsachsen. Sie entstand ab den 1750er Jahren in einer kleinen sorbischen Ansiedlung um ein Rittergut. Heute gehören 32 denkmalgeschützte Gebäude und der „Gottesacker“ genannte Friedhof zum Ensemble.

## Geschichte

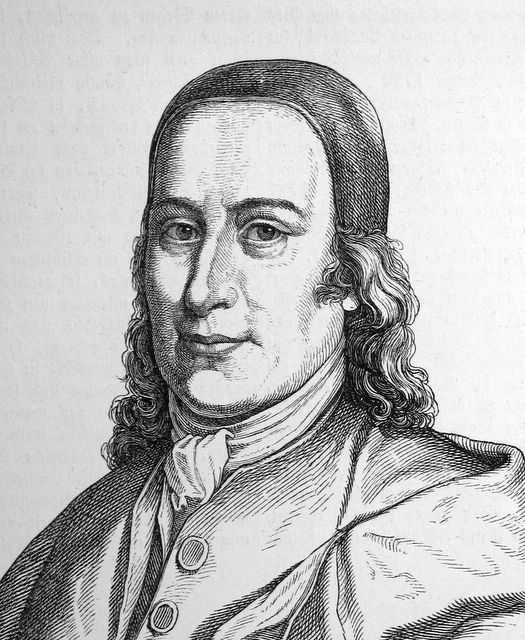
Nikolaus Ludwig Graf von Zinzendorf

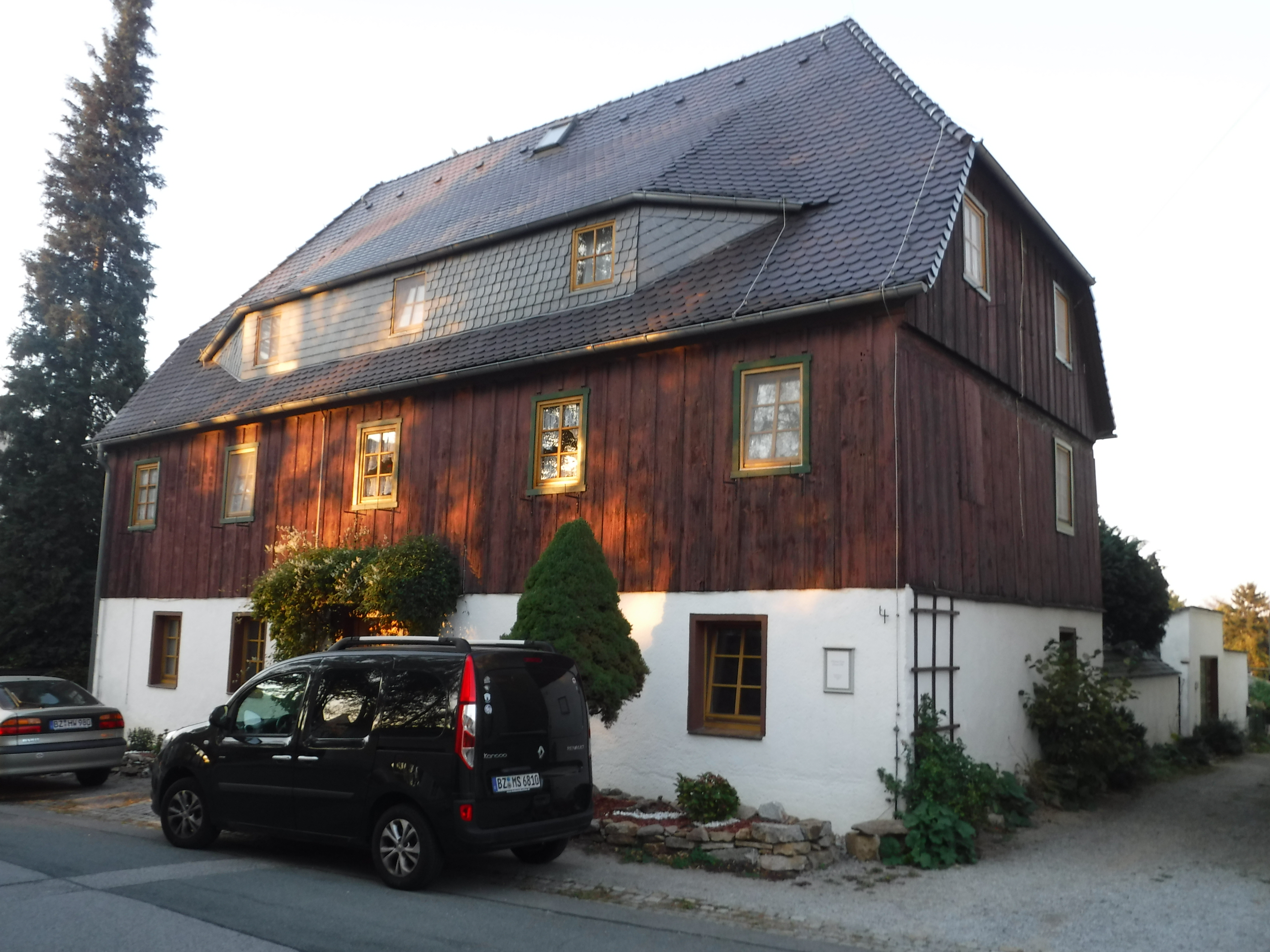
Ältestes erhaltenes Haus von 1752

Im Jahr 1457 entstanden insbesondere in Böhmen die Böhmischen Brüder als evangelische Kirche. Sie lebten fast 200 Jahre als evangelische Christen in der Minderheit mitten im katholischen Königreich. Ab 1722 siedelten sich deren Nachfahren auf dem Gut Berthelsdorf des jungen Reichsgrafen Nikolaus Ludwig von Zinzendorf an und nannten die Siedlung Herrnhut.
Kleinwelka (sorbisch: Mały Wjelkow) wurde 1345 das erste Mal urkundlich als „de Welkowe“ erwähnt. Der Ort ist eine sorbische Gründung und wurde als erweiterter Rundweiler angelegt. 1519 fand der Ort als „Manns-Lehngut cleine Wilke“ Erwähnung. 1626 kam es zum Bau eines neuen Rittergutes. Dieses Gut wechselte mehrmals den Besitzer und gelangte 1746 in den Besitz des Sorben Matthäus Lange (Matej Dołhi). Im Jahr 1751 kam es in und um Kleinwelka unter der armen sorbischen Landbevölkerung zu einer christlichen Erweckung. Die Christen trafen sich unter anderen in Teichnitz auf dem Gut des Grafen Gersdorff. Über ihn kam es zu Verbindungen zu Nikolaus Ludwig von Zinzendorf. Matthäus Lange, der der Herrnhuter Brüdergemeine nahestand, stellte ebenfalls sein Gut in Kleinwelka der Brüdergemeine zur Verfügung. Damit begann diese ihre Arbeit in Kleinwelka und nutzte das Gut als Stützpunkt für ihren Missions- und Besuchsdienst unter den Sorben in der Ober- und Niederlausitz. Zunächst dachte Lange nicht an eine Koloniegründung. Die Anhänger der Erweckungsbewegung wollten aber nicht immer zum Gottesdienst ins 35 Kilometer entfernte Herrnhut reisen. Dem reichlichen Zustrom an Teilnehmern zu den Gottesdiensten bot das Gut schnell nicht mehr genügend Platz. Deshalb wurde es sieben Jahre später notwendig, einen Versammlungsort zu errichten.
Mit dem Bau des Betsaals 1757/58 und weiterer Gebäude begann man einen Plan für den neuen Ort der Kolonie Kleinwelka zu entwerfen. Es sollte ein Ort nach dem Vorbild von Herrnhut und Niesky entstehen. Wichtige Merkmale dort sind der zentrale Platz, die rechtwinklige Straßenanordnung und die sogenannten Chorhäuser. Graf von Zinzendorf, der das Projekt begleitete, gab dem entstehenden Ort einen eigenen Namen und nannte ihn „Wendisch-Niska“ (Serbska Niska). Dieser Name hielt sich aber nur bis 1767. In den folgenden Jahren begann eine rege Bautätigkeit. Nach dem Bau des Betsaals wurden neben einigen Wohngebäuden wichtige Häuser wie das Brüderhaus (1764), das Schwesternhaus (1770), das erste Haus der Knabenanstalt (1778) und das Diasporahaus (1778) sowie das erste Haus der Mädchenanstalt (1781) errichtet. 1799 zählte die Kleinwelkaer Kolonie als eigenständiger Ort bereits 433 Bewohner. 40 Jahre früher waren es nur 98 Einwohner gewesen.
In der Kolonie Kleinwelka siedelten sich zahlreiche Handwerksbetriebe wie Glockengießerei, Lohmühle, Gerberei und eine Tabakmanufaktur an. Damit geriet die Siedlung aufgrund des Herrnhuter Prinzips der wirtschaftlichen Eigenregie immer wieder in Konflikt mit der Bürgerschaft im nur fünf Kilometer entfernten Bautzen. Der Handel durfte nur konkurrenzlos für die Bautzener gestaltet werden. Selbst Graf von Zinzendorf befürchtete derartige Probleme mit der Ansiedlung der Brüdergemeine in der Bautzener Region. Erst 1795 erhielt die Kolonie Privilegien von Bautzen für einige gewerbliche Tätigkeiten. Schnell konnte sich zum Beispiel der Kupferschmied Friedrich Gruhl mit seiner später berühmten Glockengießerei durchsetzen.
1864 erhielt Kleinwelka eine Postexpedition und etwas später eine Poststation. Mit der Eröffnung der Eisenbahnstrecke Bautzen–Königswartha am 2. Dezember 1890 verbesserten sich die Verkehrsverhältnisse für die Bewohner. 1908 erhielt der Ort eine Stromleitung. Durch die geschaffene Infrastruktur siedelten in Kleinwelka weitere Betriebe an. So gründete ein Kirschauer Fabrikant am Bahnhof eine Baumwollspinnerei, die später in eine Lumpenreißerei umgewandelt wurde. 1912 wurde ein Lager der sächsischen Armeeverwaltung eingerichtet. Dessen Wasserleitung versorgte bis zum Bau eines dorfeigenen Wasserwerks 1931 Kleinwelka mit Trinkwasser. Im Rahmen eines Bürgerentscheides sprachen sich die Bürger für eine Zusammenlegung der Ortsteile Dorf und Kolonie Kleinwelka aus, diese wurde zum 1. Juni 1932 umgesetzt. Offizielle Straßennamen gab es in Kleinwelka erst ab 1934.
Das Leben in dem Teil Kleinwelkas, der von der Entstehung her „Kolonie Kleinwelka“ genannt wird, war auch in den Jahren nach 1930 zunächst wesentlich geprägt durch die zwei großen Internatsschulen der Herrnhuter Brüdergemeine, der Mädchenanstalt und der Knabenanstalt. Im Ort herrschte lebhaftes Geschäftsleben in den Läden und bei den Handwerksbetrieben, die ihre Kundschaft zum großen Teil im Lehr- und Erzieherpersonal hatten. Die Schulen wurden nicht nur von Internatsschülern, Kindern von Missionaren aus aller Welt, sondern auch von Kindern aus den umliegenden Orten, zum Beispiel Bautzen, besucht. Viele Eltern wünschten eine christliche Erziehung ihrer Kinder, besonders in der beginnenden Zeit des Nationalsozialismus, als in den staatlichen Schulen nicht mehr gebetet werden durfte. Am 25. Juli 1942 wurden die beiden kircheneigenen Privatschulen geschlossen. Für die Knabenanstalt war das das Ende nach 166 Jahren. Bis zu 140 Missionarskinder pro Jahr und insgesamt über 2.000 hatten dieses Internat besucht. Mit der Schulschließung verließ auch ein Teil der dort Beschäftigten den Ort.

„In den nächsten Tagen begann ein großes Packen, wie es das Haus noch nie gesehen hatte. Schulmöbel waren schon vorher nach Königsfeld (im Schwarzwald), Bücher nach Herrnhut und Lehrmittel nach Niesky transportiert worden. Ungewiss ist noch die Verwendung der beiden Anstaltshäuser (Mädchenanstalt eingeschlossen). Da das Ministerium gleichzeitig mit dem Auflösungsbescheid vom 9. Dezember 1941 mitteilte, daß es an einer Verwendung der Häuser für schulische Zwecke kein Interesse habe, hat die Leitung der Zinzendorfschulen diese der Lazarettverwaltung angeboten.“

Es ist nicht genau belegt, ab wann beide Anstaltshäuser als Lazarett benutzt wurden. Im Februar 1943 wurde es jedenfalls schon wieder aufgelöst. Zum Ende des Zweiten Weltkrieges, im April 1945, gab es in und um Kleinwelka starke Kämpfe. Die Bewohner hatten aufgrund eines Räumungsbefehls den Ort verlassen müssen und fanden bei der Rückkehr zahlreiche beschädigte Gebäude vor.

„Unsere KA [Knabenanstalt] steht noch. Doch wurde sie schrecklich ausgeplündert und demoliert….und die Hinterfront hatte arg unter Beschuß gelitten.[…] Seit 1946 hat die Landesverwaltung diese beiden Anstalten als Durchgangs- und Quarantänelager für Schlesier in Benutzung.“

1948 standen die Gebäude wieder leer und so plante die Direktion der Evangelischen Brüderunität in Herrnhut, hier ein Altenheim einzurichten. Im Juni 1948 begann die neue Leiterin Dora Schmitt unter schwersten Nachkriegs-Bedingungen mit der schrittweisen Einrichtung eines Altenpflegeheims. Heute befindet sich das vollständig sanierte „Dora-Schmitt-Haus“ in der Trägerschaft der Herrnhuter Diakonie.
Der große Komplex des früheren Mädchenschulheimes wurde in der DDR-Zeit viele Jahre als Sorbisches Lehrerbildungsinstitut und Internat der Sorbischen Oberschule genutzt. Später in der Trägerschaft des Landkreises Bautzen diente es als Außenstelle eines Pflegeheimes.
In der DDR-Zeit war ein zunehmender Verfall der alten Gebäude zu verzeichnen, seien es die kleinen Wohnhäuser der ersten Bewohner der Kolonie oder die stattlichen Barockgebäude der Brüdergemeine. Ab 1990 setzte eine schrittweise Sanierung des Ortes ein, die 2020 noch nicht abgeschlossen ist. Um den weiteren Verfall zu verhindern und eine neue Nutzung des einmaligen Gebäudekomplexes der Schwesternhäuser zu unterstützen, gibt es seit einigen Jahren den Verein Remise e. V., und im November 2019 wurde der Verein „Schwesternhäuser Kleinwelka e. V.“ gegründet.
Die nach 1942 zahlenmäßig kleiner gewordene Brüdergemeine von Kleinwelka konzentrierte ihre Finanzkraft auf die Renovierung des Kirchensaals und des Pfarrhauses. Baumaßnahmen und Verschönerungen in der DDR-Zeit erfolgten hauptsächlich durch Eigenleistungen und in Feierabendarbeit, durch Spenden unterstützt. Im Jahr 2008 feierte die Gemeine mit zahlreichen Gästen das 250-jährige Bestehen des Kirchensaals. Er ist sehenswert in seiner typischen schönen weißen Schlichtheit nach Herrnhuter Art. Die Kleinwelkaer Gemeine der Evangelischen Brüder-Unität hat heute circa 120 Mitglieder. Die erste in Kleinwelka vom ortsansässigen Glockengießer Friedrich Gruhl gegossene Glocke läutet seit 1813 bis heute vom Dachreiter des Kirchensaals.
Seit 1999 ist Kleinwelka ein Ortsteil der 5 Kilometer entfernten Stadt Bautzen.

Karte von Kleinwelka mit den Gebäuden der Kolonie (rot)

## Gebäude

### Betsaal und Gemeingarten

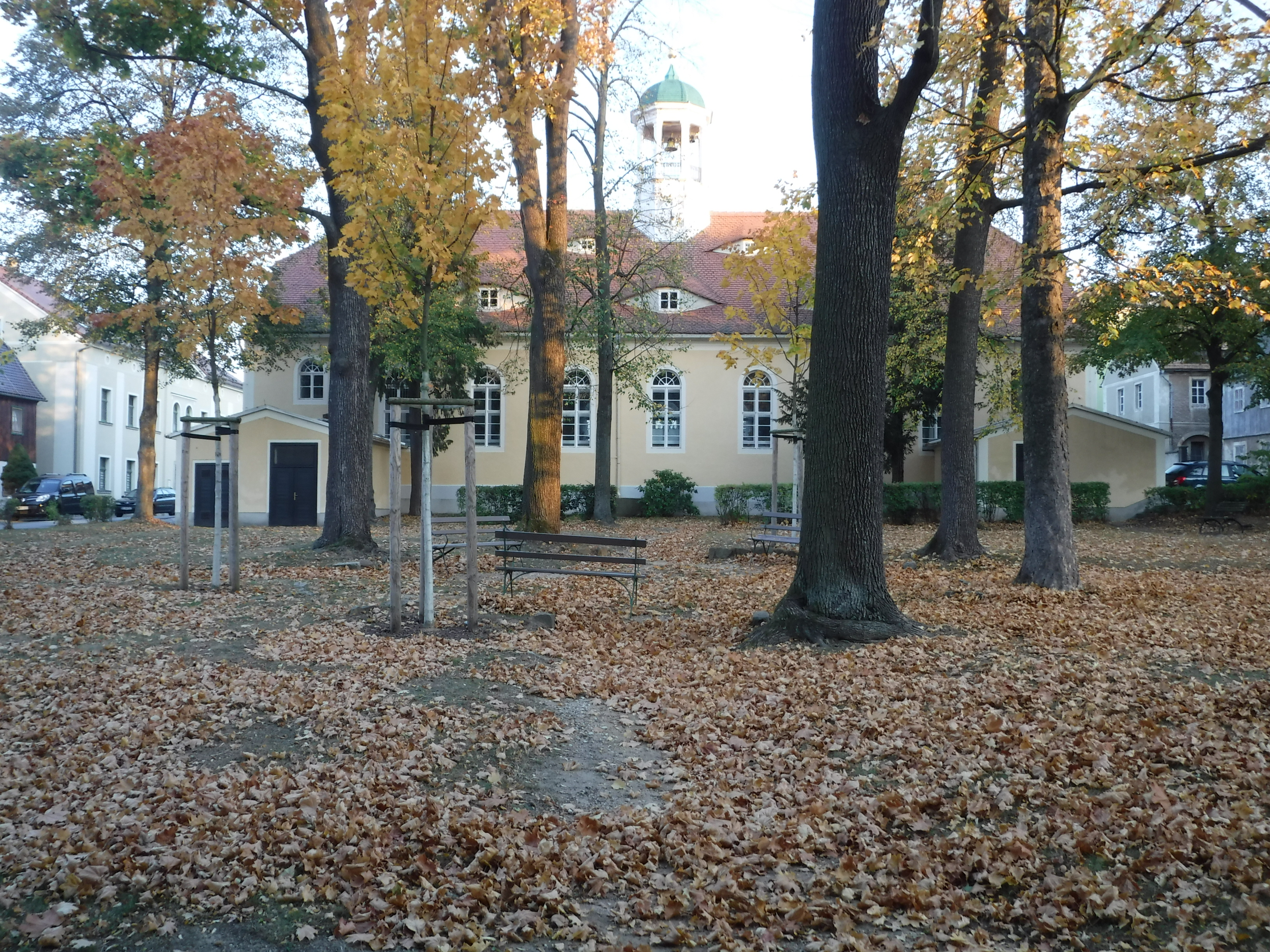
Gemeingarten und Betsaal

In den Gründungen der Herrnhuter Brüdergemeine bildete immer der Betsaal mit einem angrenzenden Platz das Ortszentrum. Der Betsaal in Kleinwelka gehört zu den ältesten Gebäuden der Kolonie. Eine Besonderheit hier ist die Lage des Betsaals, der sich nicht am Rande des Platzes, sondern auf dem Platz befindet.
Während des Siebenjährigen Kriegs errichtet, wurde der Betsaal nach nur einjähriger Bauzeit am 2. Juli 1758 eingeweiht. Es ist ein schlichter Putzbau im Stil des Herrnhuter Barocks mit Rundbogenfenstern und hohem Krüppelwalmdach mit Fledermausgauben. Für den Dachreiter fehlte anfangs noch das Geld. Ein kleiner wurde 1764 auf das Dach gesetzt, der heutige 1835, wie in der Wetterfahne zu lesen ist. Die erste Glocke wurde 1758 von dem Dresdner Glockengießer August Sigismund Weinhold gegossen und anfangs noch zu einem Dachfenster hinaus geläutet. Heute klingt im Dachreiter eine 1812 von Glockengießer Gruhl gegossene Glocke. Die heutige Uhr im Dachreiter ersetzte 1844 eine kleinere Vorgängerin von 1764.
Im Inneren befindet sich ein rechteckiger, schlichter Saal mit flacher Holzdecke und Holzemporen. Die Fenster aus klarem Glas geben einen Blick auf die Umgebung frei. In dem nichtsakralen Raum feiert die Gemeine ihre Wort-, Lied- und Sakramentsversammlungen. Die Bänke sind flexibel aufstellbar, damit kann der Raum auch für Feierlichkeiten und Ähnliches genutzt werden. Die mechanische Orgel wurde 1938 vom Hermann Eule Orgelbau Bautzen pneumatisiert. Das Kreuz hinter dem „Liturgustisch“ war ein Geschenk zur 150-Jahr-Feier des Saals 1908, genau wie die Kronleuchter, die damals mit der Elektrifizierung des Ortes angebracht wurden.
Heute gehören etwa 130 Mitglieder zur Brüdergemeine Kleinwelka.
Anfangs wurde der Gemeingarten vom Gemeindiener (Pfarrer) und dem Vorsteher (Bürgermeister) als Nutzgarten bewirtschaftet. Darin befanden sich eine Laube und ein Schuppen mit der „Gemeinrolle“; außerdem in der Anfangszeit in den Ecken zwei Zisternen mit Löschwasser. 1892 gestaltete man die Anlage zu einem öffentlichen Park um. Das regelmäßige, kreuzförmige Wegesystem mit den begleitenden Baumreihen stellt eine Verlängerung der Ost-West-Achse des Betsaals dar. In der Mitte des Parks befindet sich eine platzartige Erweiterung mit einem Baumrondell von ehemals acht (jetzt sechs) Spitzahornen. Am westlichen Ende des Mittelweges markiert ein Säuleneichen-Paar den Zugang. Entlang der äußeren Wege stehen lückenhafte Reihen aus Winterlinden. An der Südseite des Platzes sind noch Reste einer ehemaligen Ligusterhecke vorhanden.

### Schulen

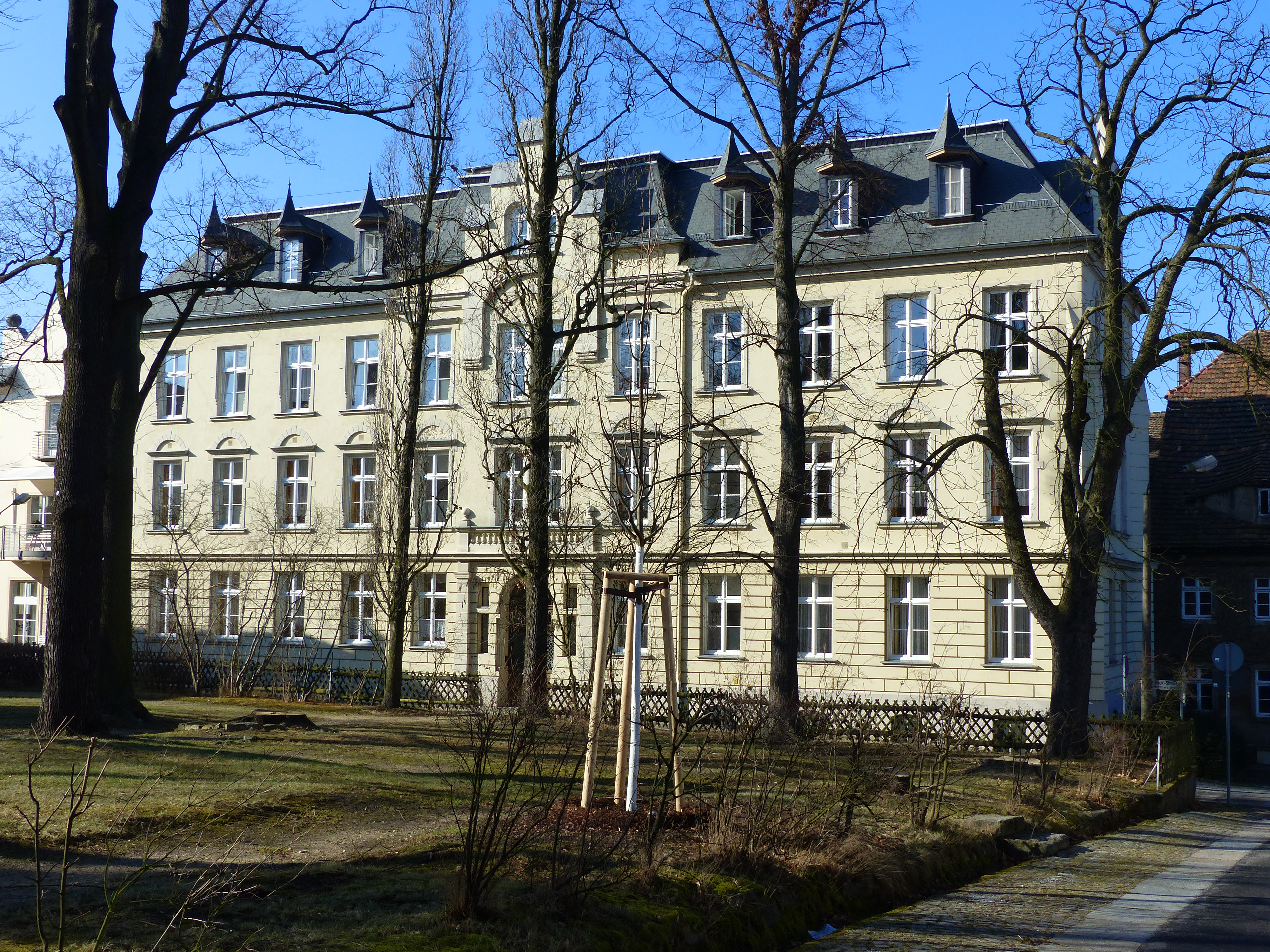
Knabenschule Peter-Buck-Straße 1

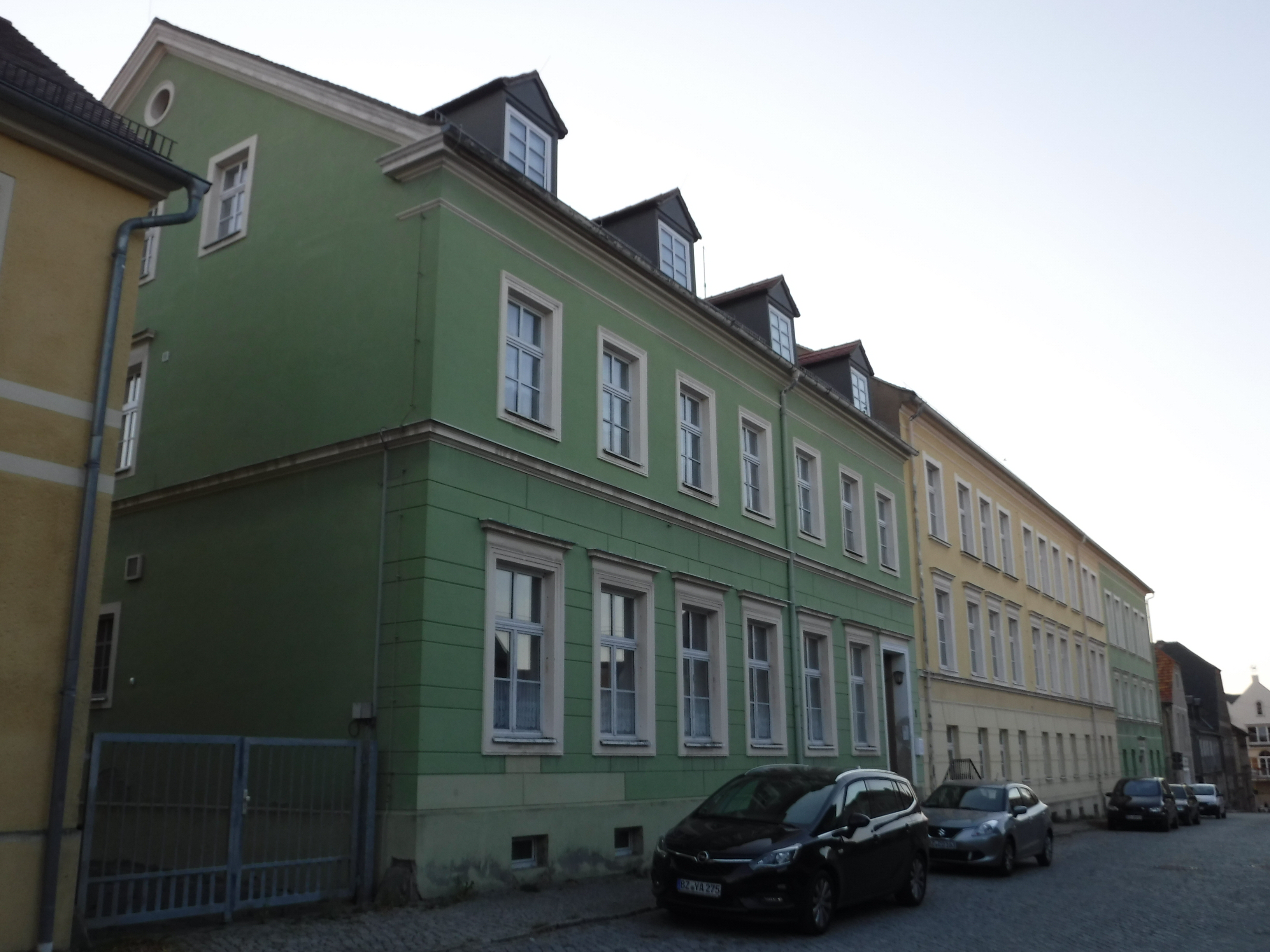
Mädchenschule Zinzendorfstraße 1

Mit Gründung der Kolonie 1751 wurde im Herrenhaus eine Schule mit Internat eingerichtet. Nach mehrfachem Ortswechsel wurde zunächst 1776 im Brüderhaus mit der „Ortsanstalt“ das erste richtige Internat mit fünf Knaben und zwei Brüdern gegründet. Nur zwei Jahre später baute die Gemeine das erste eigene Anstaltshaus als Anbau an das bestehende „Jäckelsche Haus“. Es bot 24 Kindern in zwei Stuben Platz. 1787 musste ein Gebäudeflügel aufgestockt werden. 1838 wurde aufgrund des gewachsenen Platzbedarfs auch das ursprüngliche Gebäude aufgestockt. An dieser Lehranstalt, einem wichtigen Bildungszentrum der Oberlausitz, erhielten hauptsächlich Kinder von Missionaren der Herrnhuter Kolonien aus Afrika, Asien, Amerika sowie Europa über mehrere Jahre ihre schulische Ausbildung, bis sie in die höheren Klassen an das Herrnhuter Pädagogium in Niesky wechselten. 1838 wurden fünf Klassen unterrichtet, unter anderem in Latein, Englisch und Französisch. 1905 waren von 70 Schülern 45 Missionskinder.
Damit der Direktor der Anstalt in der Schule wohnen konnte und das Essen für die Schüler nicht mehr vom Brüderhaus geholt werden musste, erfolgte 1876/1877 der Neubau des sogenannten Direktorenhauses (links neben dem heutigen Gebäude Peter-Buck-Straße 1). Darin befand sich neben der Direktorenwohnung im ersten Stock der Speisesaal und im Erdgeschoss die Küche.
Ein weiteres Anwachsen der Schülerzahlen erforderte Ende des 19. Jahrhunderts den Abriss des immer wieder ausgebauten Schulgebäudes von 1838 und den Neubau der Knabenschule (heute Peter-Buck-Straße 1). Der dreigeschossige Putzbau mit einer ornamentreichen Fassadengliederung im eklektischen Gemisch von Renaissance- und Gotikformen wurde 1898 bezogen. Die Grundmauern wurden weitgehend wiederverwendet. Den Mittelrisalit mit Staffelgiebel schmückt ein florales Ornament. Das Erdgeschoss ist rustiziert. Am rückwärtigen Bau sind Jugendstilformen erkennbar.
Hinter der Knabenschule wurde 1894 das Kleinwelkaer Wasser als Bade- und Schlittschuhteich für die Schüler aufgestaut.
Schon 1781 war die Anzahl der Schüler so gewachsen, dass eine Mädchenanstalt eingeweiht werden musste. Der Unterbringung und dem Unterricht der Mädchen dienten die drei zusammenhängenden Häuser, die heute die Anschrift Zinzendorfstraße 1 tragen.
Der linke Teil des Hauses ist der älteste; hier befand sich von 1760 bis 1781 ein Gasthof mit Fremdenzimmern. Anschließend war ein Witwenhaus darin untergebracht. Später erwarb die Mädchenanstalt das Haus und ließ es zum Mädchenhaus oder Mädchenschulheim umbauen und erweitern. Es diente zuerst der Ausbildung der Mädchen des Ortes, nahm aber später mehr und mehr Töchter der Familien in den Missionsgebieten auf. Der mittlere Teil des Komplexes ist ein Gebäude von 1759, das 1832 von der Mädchenanstalt gekauft wurde. Umfangreiche Umbauarbeiten fanden 1894 statt. An der Stelle des rechten Gebäudeteils stand seit 1757 ein Vorgängerbau. Dort wohnten die Kinder bis 1781 in gemieteten Räumen. Im Jahr 1860 erfolgte der Neubau eines dreigeschossigen Gebäudes mit spätklassizistischen Putzfassaden. Damit konnten zum Beispiel 1868 84 Mädchen im Heim untergebracht werden. Um das Essen nicht mehr aus dem Schwesternhaus holen zu müssen, hatte man 1875 im Erdgeschoss neben dem Speisesaal eine Küche eingerichtet. Das Obergeschoss der Anstalt wurde 1894 um zwei Meter erhöht, sodass dort eine Direktorenwohnung eingerichtet werden konnte.
Nach 1918 ließ der Zuspruch der bis dahin sehr gefragten Bildungsanstalt langsam nach. Insgesamt hatten im Laufe der Zeit etwa jeweils eintausend Jungen und Mädchen die Schulen besucht. In nationalsozialistischer Zeit wurden die nichtstaatliche „Zinzendorfschule für Mädchen“ und das „Schulheim für Knaben“ 1942 geschlossen. Die Gebäude dienten als Kriegslazarette. Nach 1945 war das Mädchenschulheim Quarantänelager für Umsiedler und Heim für elternlose Umsiedlerkinder. Später waren darin das Sorbische Institut für Lehrerbildung, das Internat der sorbischen Oberschule und bis 2006 eine Außenstelle des Pflegeheims Bautzen-Seidau untergebracht.
Ein Schulstandort wurde Kleinwelka erst wieder von 1952 bis 1959 durch den Umzug der 1946 in Radibor gegründeten Neulehrerschule, später Sorbisches Institut für Lehrerbildung. Zur selben Zeit wurde auch die bis dahin in Bautzen befindliche zwölfklassige sorbische Oberschule in Kleinwelka angesiedelt.
Die Knabenschule ist seit 1948 ein Alten- und Pflegeheim. 1998 folgten umfangreiche Neu- und Umbauten.

### Gottesacker

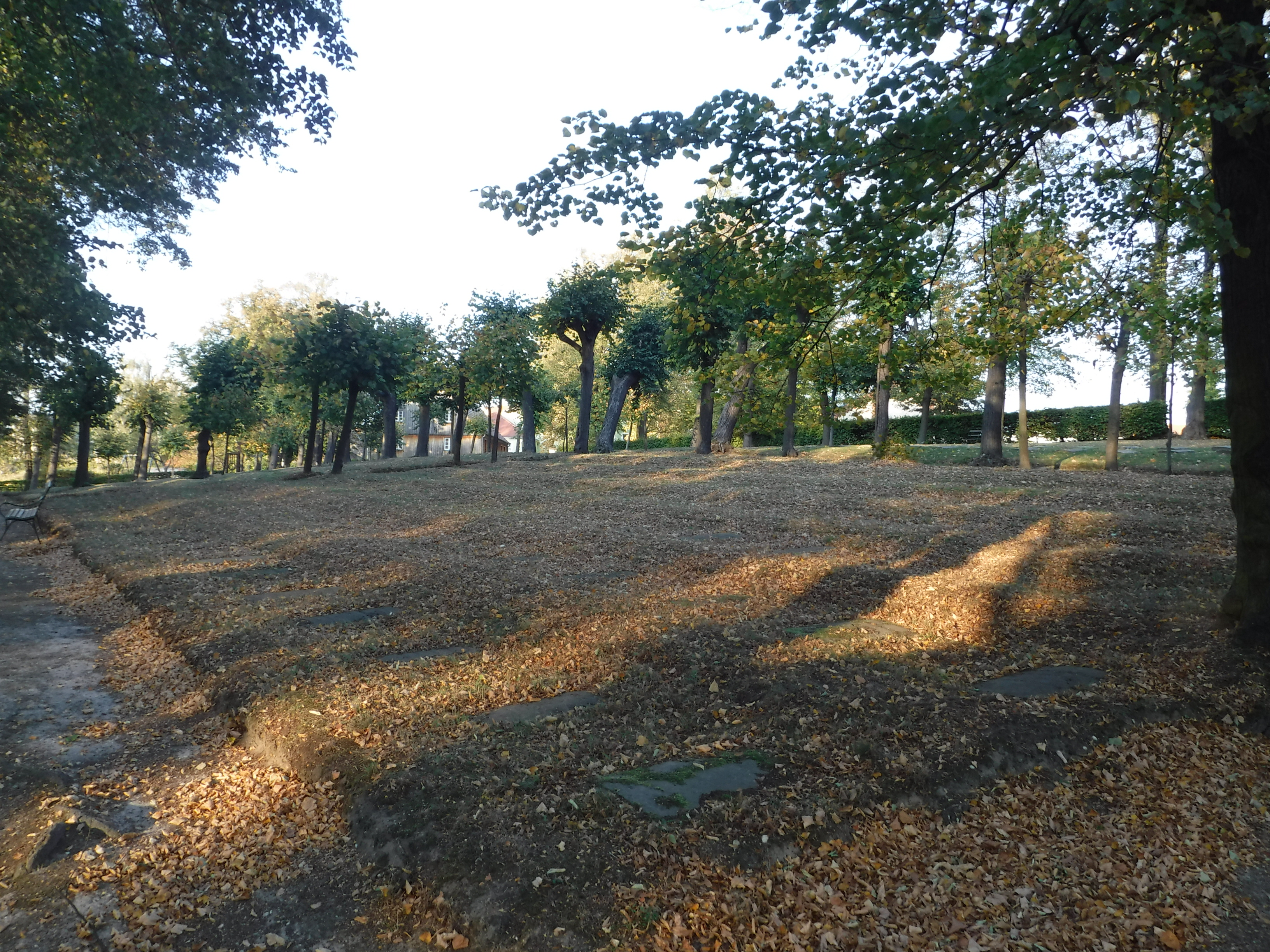
Gottesacker Kleinwelka

Schon kurz nach Gründung der Kolonie Kleinwelka entstand der Bedarf nach einem Friedhof. Dieser „Gottesacker“ liegt am südlichen Rand der Siedlung und wurde 1756 mit der ersten Beisetzung eingeweiht. Der Rittergutsbesitzer Matthäus Lange hatte dafür ein nur etwa 20 Schrittes langes quadratisches Stück Land gestiftet. Eine Spitze des Quadrats lag etwa an der Stelle des heutigen Eingangstors. Im ältesten Grab liegt der Däne und Suriname-Missionar Nils Randrup (* 5. Januar 1714; † 28. August 1756). Sein Begräbnis fand zwei Tage nach seinem Tod statt.
Gestaltet ist der Gottesacker entsprechend seinem 1730 in Herrnhut eingeweihten Vorbild. Der regelmäßig angelegte Friedhof mit den einheitlich gestalteten Grabanlagen vermittelt ein Bild der Gleichheit und Gemeinsamkeit und spiegelt als liturgischer Raum die einfache und tiefreligiöse Lebensweise der Brüdergemeine wider. Anfangs wurden die Verstorbenen in der Reihenfolge ihres Sterbedatums beerdigt, später unterschied man Brüder-, Schwestern- und Kinderfelder. Die Gräber haben flache, in den Boden eingelassene Grabplatten aus Sandstein, die die Vergänglichkeit symbolisieren. Bis auf wenige Ausnahmen wurde keine der Grabstellen ein zweites Mal vergeben. Die schlichten Aufschriften beinhalten einen für den Verstorbenen wichtigen Bibelvers. Auf dem Eingangstor zum Gottesacker stand zur Erbauungszeit die Inschrift: „Ruhe mit Zuversicht, aufzuerstehen zum ewigen Leben.“ Bei einer Erneuerung im Jahr 1855 wurde das Gitterwerk im Biedermeierstil verändert und der neue Spruch „Das Fleisch ruhet in Hoffnung“ angebracht. Der Gottesacker ist mit Buchenhecken eingefriedet. Die regelmäßig angelegten Wege sind mit Alleen und Baumreihen aus Winterlinden bepflanzt. Das nach Westen und Süden abfallende Gelände wurde nach und nach terrassiert. Erweiterungen des Friedhofs fanden 1806, 1835 und 1883 statt. Der Friedhof ist weitgehend unverändert erhalten.

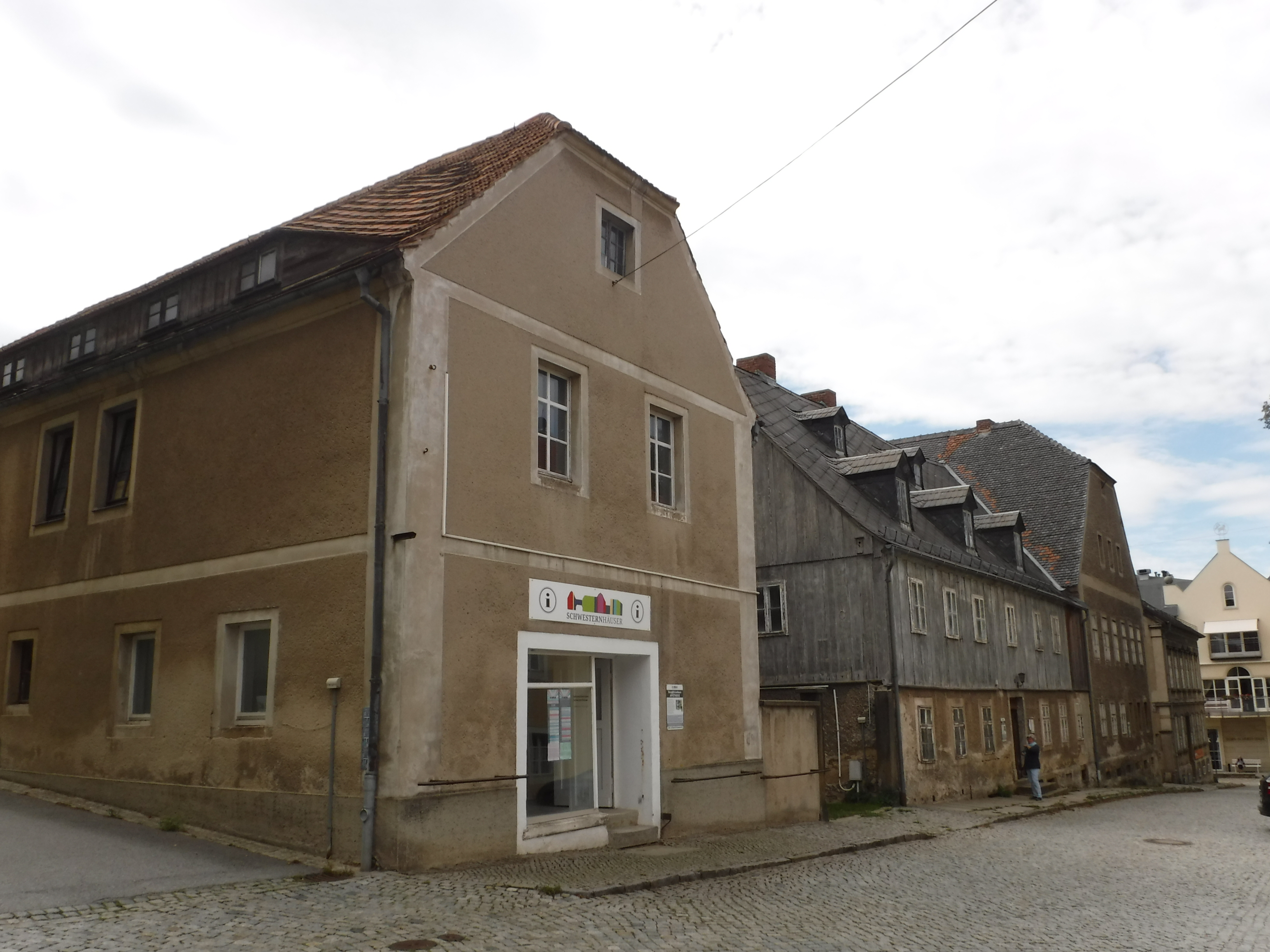
Schwesternhäuser

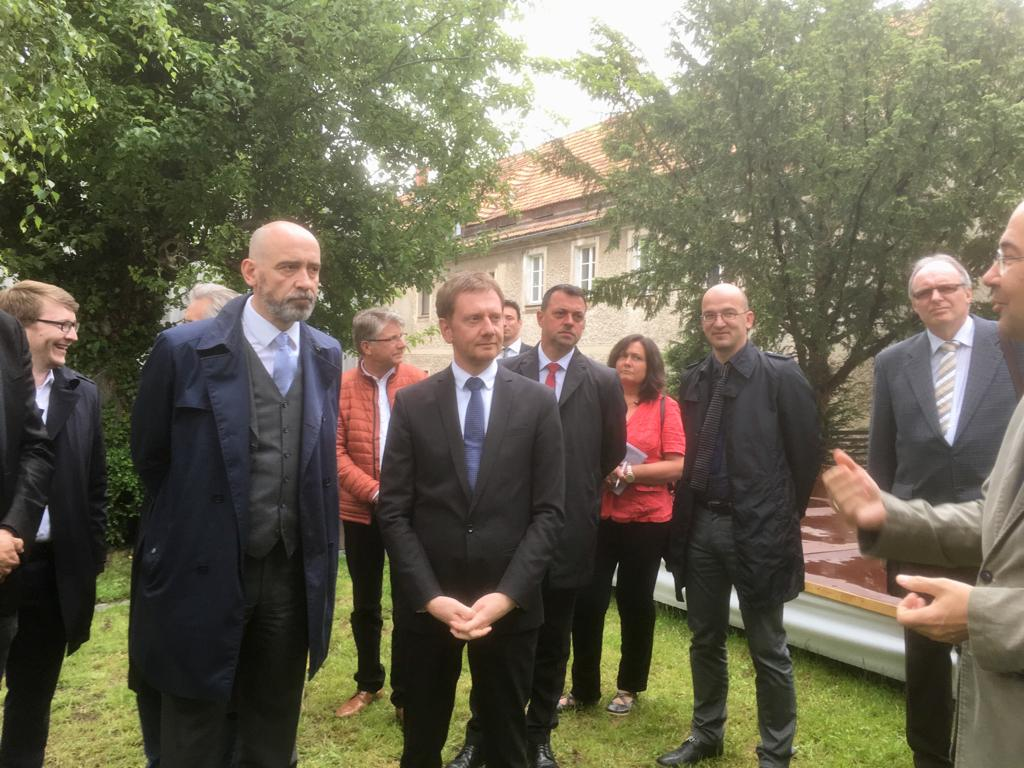
Ministerpräsident Kretschmer besucht 2019 die Schwesternhäuser zur Diskussion von Sanierungsmitteln

### Schwesternhaus-Ensemble
Die Schwesternhäuser in Kleinwelka sind ein Kulturdenkmal der Oberlausitz. Hier errichtete die Herrnhuter Brüder-Unität in den Jahren 1770 bis 1896 die 6 Gebäude mit teils barockem Charakter. Für die Schwestern der Glaubensgemeinschaft der Herrnhuter Brüder-Unität war das Gebäudeensemble in Kleinwelka nicht nur Wohnstatt und geistliches Zuhause, sondern auch Arbeitsstätte für verschiedenste handwerkliche Tätigkeiten. Bereits 1793, keine 2 Jahrzehnte nach Baubeginn, lebten im gesamten Areal der Schwesternhäuser 25 größere Mädchen und 72 ledige Schwestern.
Im Jahr 1770 wurde das Schwesternhaus durch Bischof August Gottlieb Spangenberg, den Nachfolger Zinzendorfs, eröffnet. 54 „ledige Schwestern und große Mädchen“ beziehen das Haus. Der erste Anbau erfolgte 1787: direkt an das Schwesternhaus wurde das Schwesternchorhaus angebaut. Es folgen mehrere Erweiterungen rund um das Schwesternhaus, so 1795 das Gartenhaus mit Remise. 1805 wurde eine Apothekenstiftung ins Leben gerufen und in der Zuckerbäckerei eine Apotheke eingerichtet. 1817 wurde das Ensemble abermals erweitert, diesmal um einen Anbau für das kleine Schwesternhaus, das spätere Waschhaus. Der letzte Neubau wurde 1896 mit der Villa Anna als Wohngebäude der Schwestern (Neues Schwesternhaus) fertiggestellt.
Ab 1930 zogen auch Familien in das Haus. Nach dem Zweiten Weltkrieg wurden die Schwesternhäuser teilweise als Wohnungen genutzt. Auch Läden, das Sorbische Bildungsinstitut und Verwaltungsräume der Brüdergemeine Kleinwelka waren darin untergebracht.
Heute besteht das Ensemble Schwesternhäuser aus den Gebäuden Apotheke, Schwesternhaus, Chorhaus, Villa Anna, Waschhaus und Gartenhaus sowie einem Innenhof und einem großen Garten. Seit 2000 sind die Gebäude ungenutzt. Sie sind sanierungsbedürftig und befinden sich in der Vorbereitung für Sanierung, Restaurierung und Nutzung. Unter der Leitung von Mike Salomon bemüht sich der Verein Remise e. V. im Rahmen eines kulturgeleiteten Rettungsprojekts seit 2014, Investoren zu finden. Der Förderverein Schwesternhäuser Kleinwelka e. V. arbeitet seit seiner Gründung 2019 daran, das einzige weitgehend im spätbarocken Originalzustand erhaltene Chorhausensemble der Herrnhuter Brüdergemeine in Deutschland zu erhalten und einer neuen Nutzung zuzuführen. Im November 2022 stellte der Haushaltsausschuss des Bundestages Fördermittel in Höhe von 222.500 Euro aus dem Denkmalschutzsonderprogramm der Beauftragten der Bundesregierung für Kultur und Medien. Ziel war es, die Schwesternhäuser als attraktiven Arbeits-, Lebens- und Kunstort zu entwickeln. Die Gebäude sollen als eine Kombination aus Begegnungsstätte, Seminarräumen und Kunstwerkstatt genutzt werden.
2023 wurden die Schwesternhäuser als einziger Ort in Deutschland in eine Liste der elf bedrohtesten Kulturerbestätten Europas aufgenommen. Die Liste ist eine Vorauswahl für die 7 Most Endangered 2023 des Verbands Europa Nostra – die europäische Stimme der Zivilgesellschaft für das Kultur- und Naturerbe. Mit der Aufnahme in die Liste verbunden ist den Angaben nach ein Zuschuss von 10.000 Euro, als Katalysator für Maßnahmen und Anreiz für öffentliche und private Unterstützung.

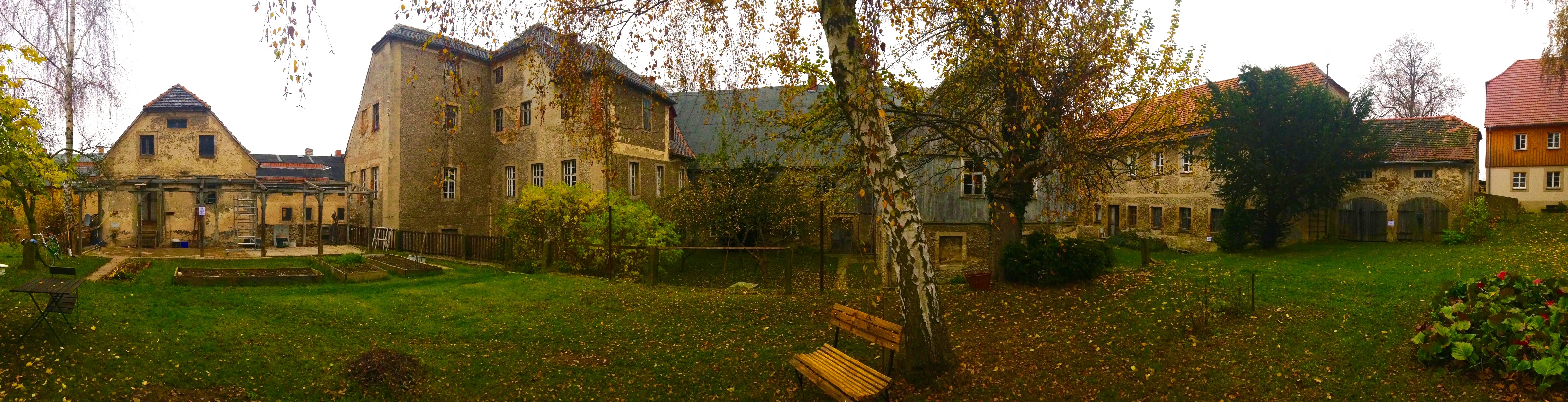
Panorama Schwesternhausensemble von der Gartenseite. v. l. n. r.: Remise, Waschhaus (ehemals Kleines Schwesternhaus), Chorhaus, Schwesternhaus, Apotheke, Diasporahaus

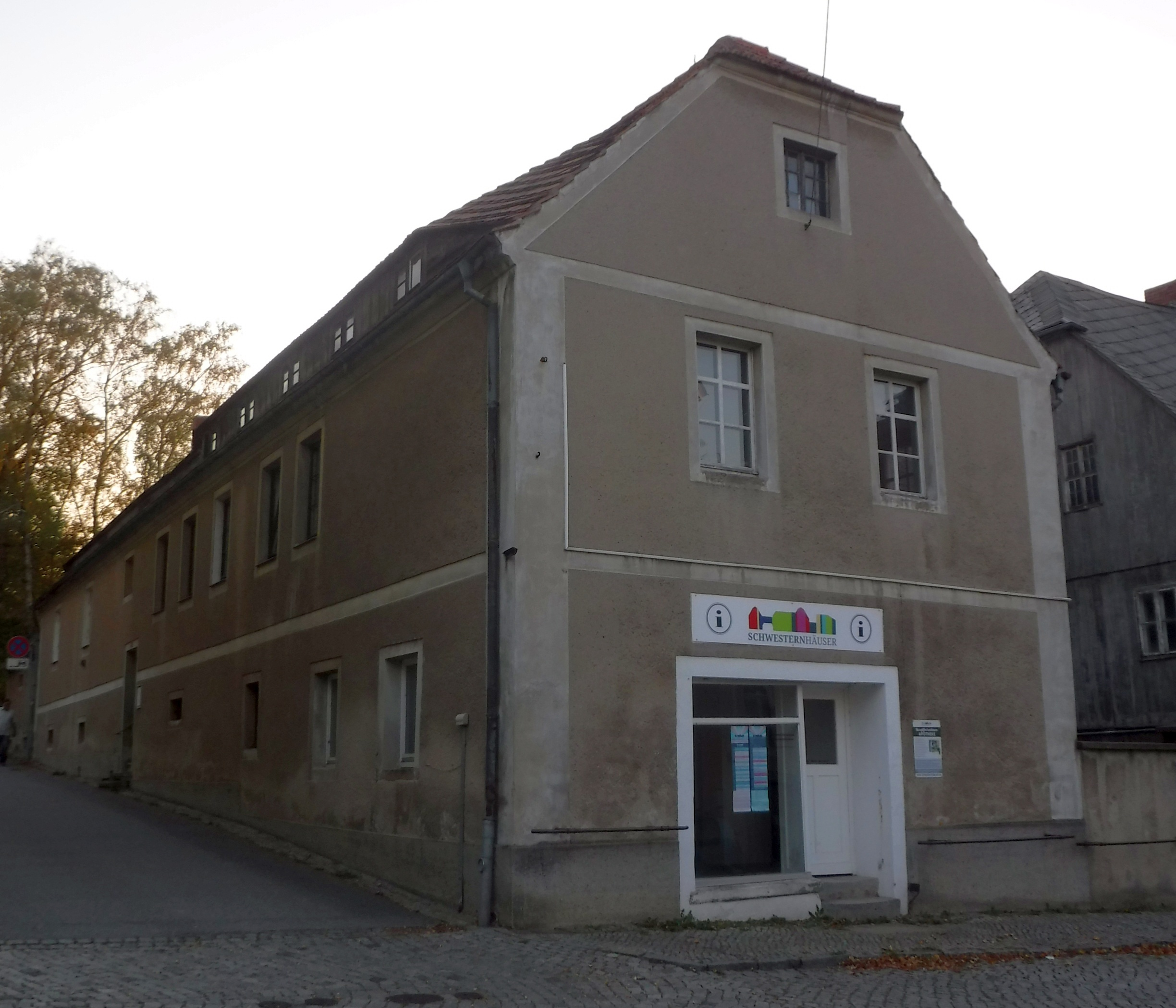
Ehemalige Apotheke

#### Apotheke
Das heute als Apotheke bezeichnete Gebäude mit der Adresse Friedhofsweg 1 wurde 1800 als eine wesentliche Erweiterung der alten Zuckerbäckerei, was an dieser Stelle stand, errichtet. Auf Veranlassung der Gräfin von Hohenthal wurde das Gebäude 1805 umgebaut, um die von ihr gestiftete Apotheke aufzunehmen. Die Bewohnerinnen des Schwesternhauses erhielten die Arzneimittel der Apothekenstiftung kostenfrei, die anderen Einwohner Kleinwelkas zum Selbstkostenpreis. Die Apotheke stand unter der Aufsicht des Gemeinarztes und wurde von einer Schwester verwaltet.
Das giebelständige Gebäude ist ein massiver zweigeschossiger Bau mit Resten von Putzgliederung. Mit dem Schwesternhaus ist es durch einen Verbindungsgang im ersten Obergeschoss baulich verbunden. Im Krüppelwalmdach überzieht eine lange Hechtgaube die gesamte Länge des Hauses.
Im Erdgeschoss befinden sich ein Laden bzw. Verkaufsraum, dahinter ein mittelgroßer Raum mit Kreuzgewölbe und Anbau. Im Obergeschoss der Apotheke liegen zwei Wohnungen.

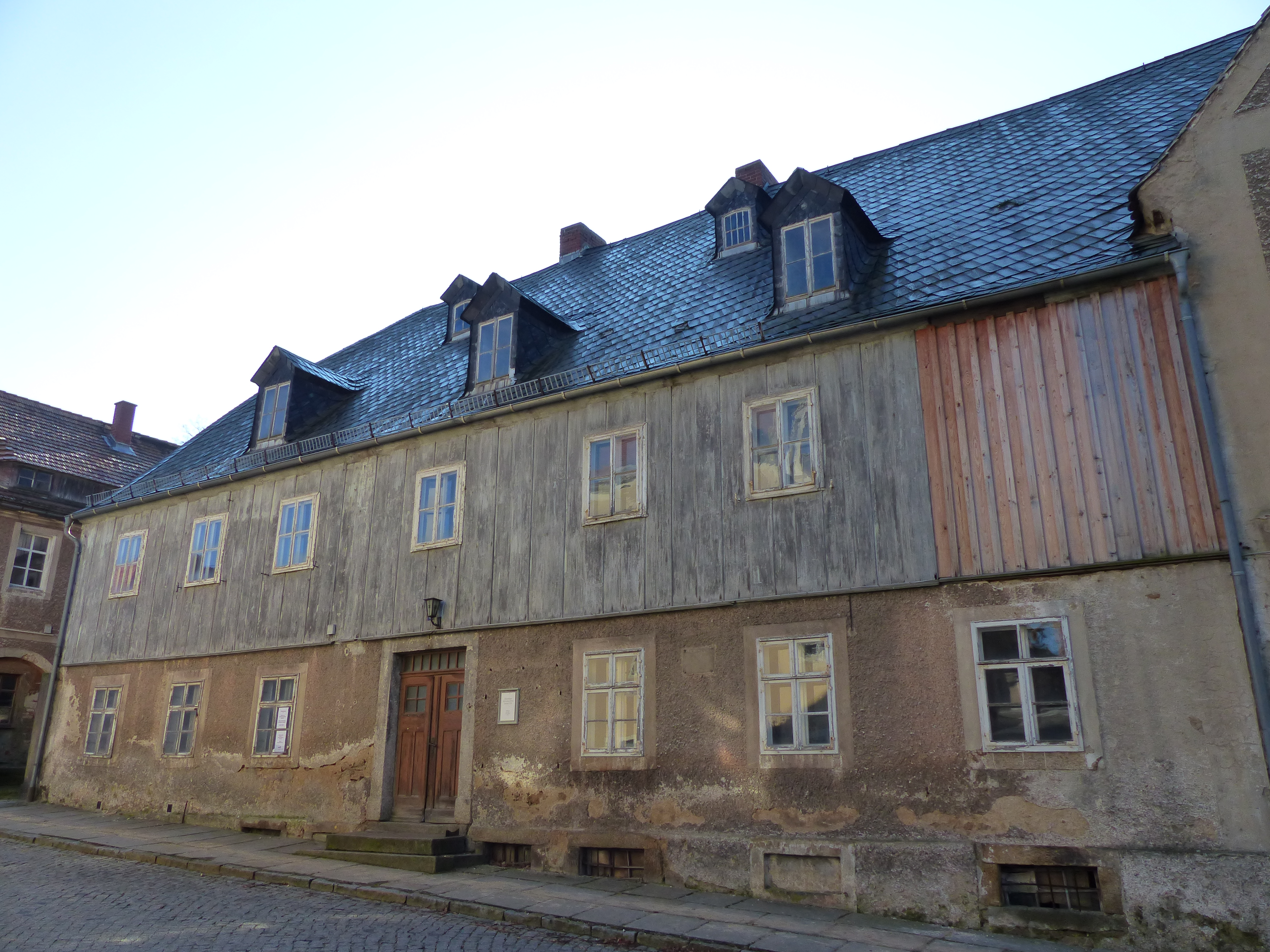
Schwesternhaus

#### Schwesternhaus
Das traufständige zweistöckige Schwesternhaus (Zinzendorfplatz 7) wurde 1770 als Ausbildungs-, Arbeits- und Wohnstätte für Mädchen und ledige Frauen erbaut. Zum Garten hin hat es einen Anbau.
Das Haus zeigt ein für den Herrnhuter Barock typisches Krüppelwalmdach mit Satteldachgauben. Das Obergeschoss besteht aus verbrettertem Fachwerk. Das Schwesternhaus und das Chorhaus sind im Inneren miteinander verbunden.
Im Erdgeschoss des Schwesternhauses sind heute noch zwei ehemalige Verkaufsräume und mehrere früher vermutlich als kleine Lager genutzte Räume. Dort verkauften die Schwestern, wahrscheinlich ab 1781, ihre Handarbeiten und Süßigkeiten aus der Zuckerbäckerei. Bis in die 2000er Jahre war in den Räumen ein Laden eingerichtet.

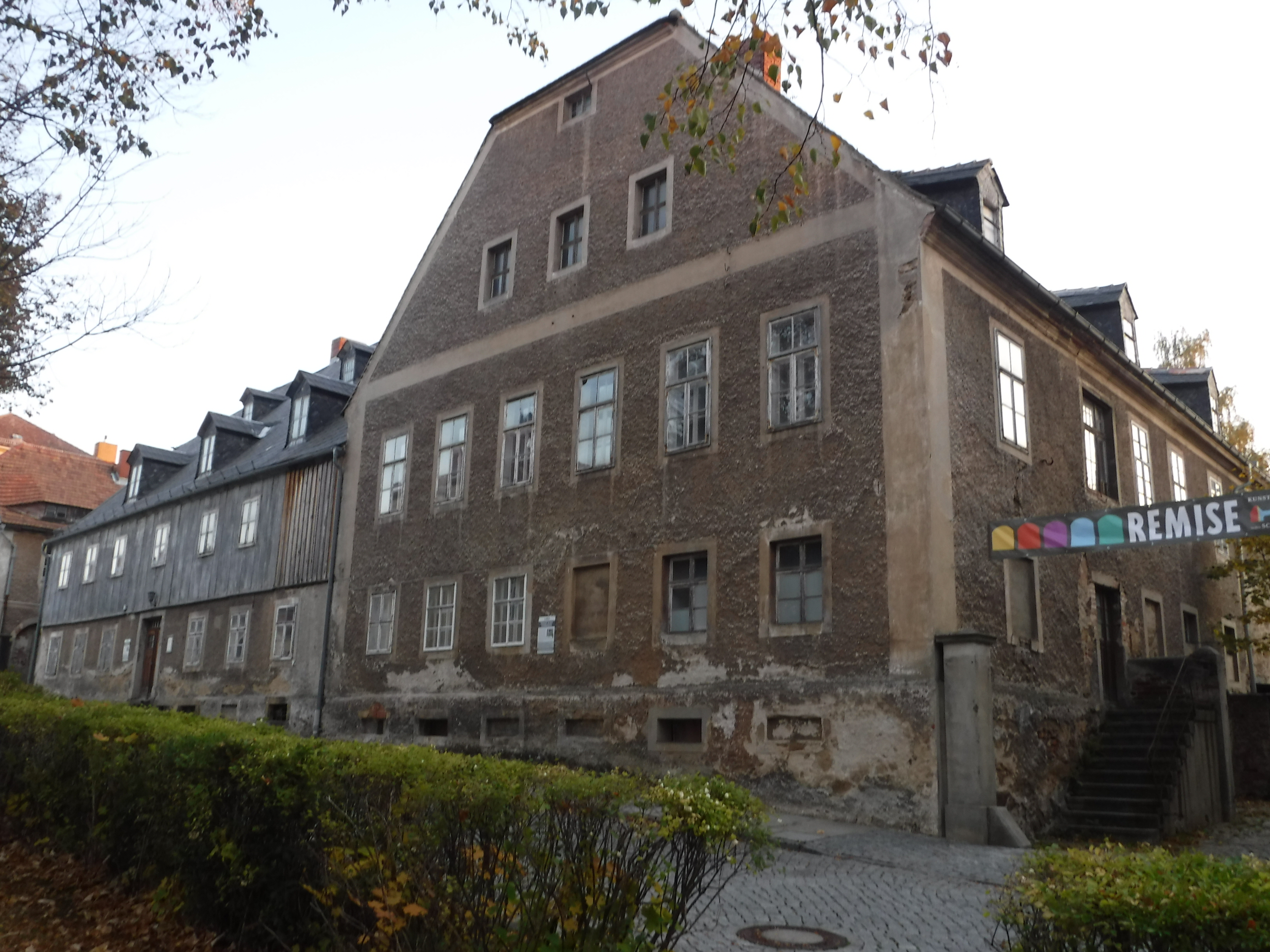
Chorhaus

#### Chorhaus
Im direkten Anschluss an das Schwesternhaus steht das 1788 errichtete Chorhaus (Zinzendorfplatz 6) als westliche Eckbebauung der Schwesternhäuser. Es ist das größte Gebäude der Schwesternhäuser in Kleinwelka und enthielt den großen Speisesaal. Im ersten Stock befand sich der Versammlungssaal (Chorsaal), im ausgebauten Dachstuhl ein großer Schlafraum. Daneben gab es im Haus eine Küche sowie weitere Arbeits- und Wohnräume.
Das Chorhaus ist ein mächtiger zweigeschossiger Massivbau mit Putzgliederung und Krüppelwalmdach sowie Dachhäuschen.

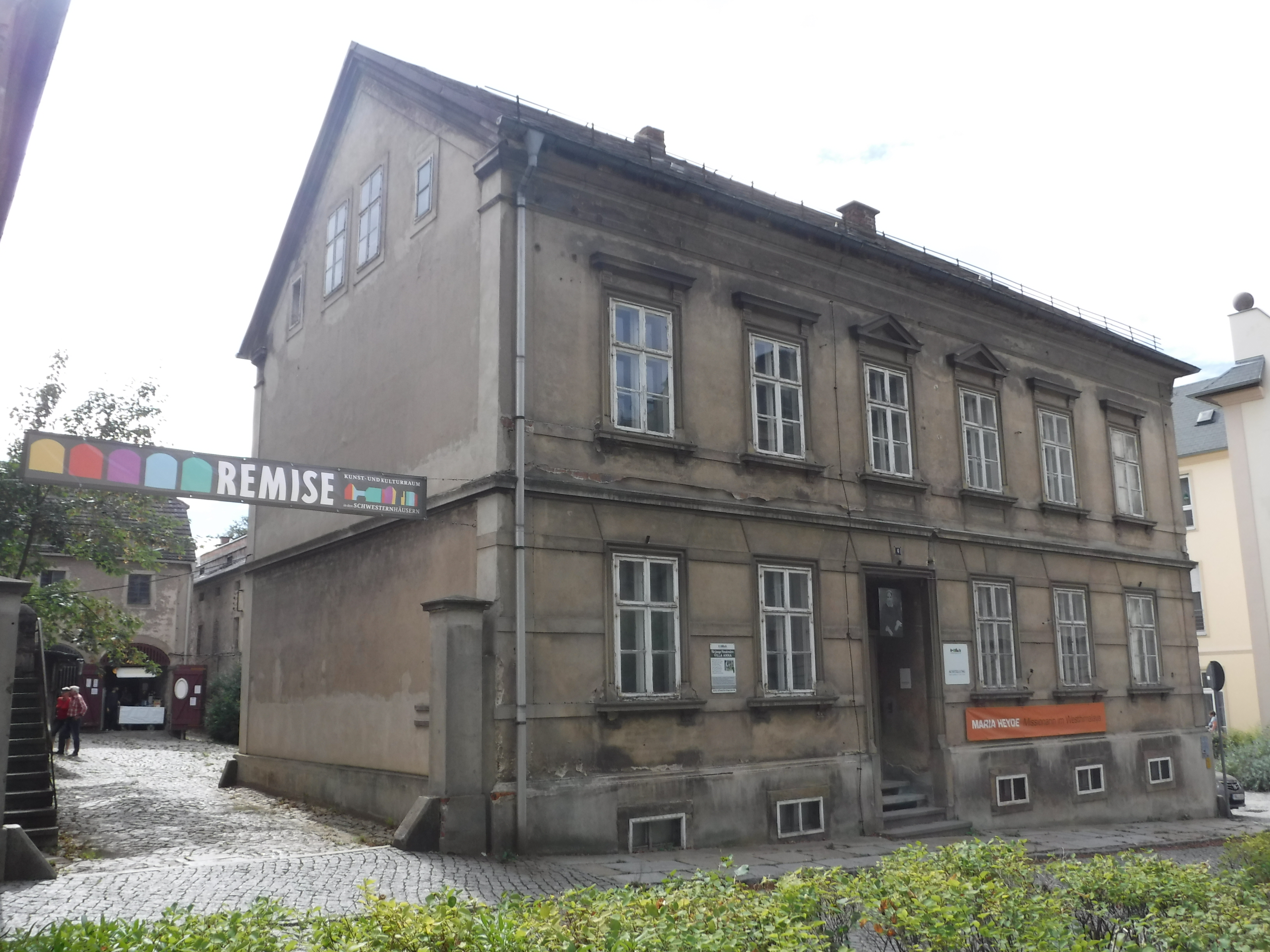
Villa Anna (Kleines Schwesternhaus)

#### Villa Anna
Am westlichen Eck des Schwesternhaus-Areals steht die Villa Anna (auch Neues Schwesternhaus genannt), die mit einer Durchfahrt zum Chorhaus verbunden ist. Als letztes Gebäude der Schwesternhäuser Kleinwelka wurde die Villa Anna 1896 anstelle eines dort befindlichen Stalls erbaut. Das Gebäude diente den Schwestern überwiegend als Wohnhaus und steht seit Anfang der 2000er Jahre leer.
Die Villa ist ein massiver, zweigeschossiger Putzbau mit Putzgliederung, angedeuteter Rustizierung im Erdgeschoss, Gurtgesims und originalen Sprossenfenstern.

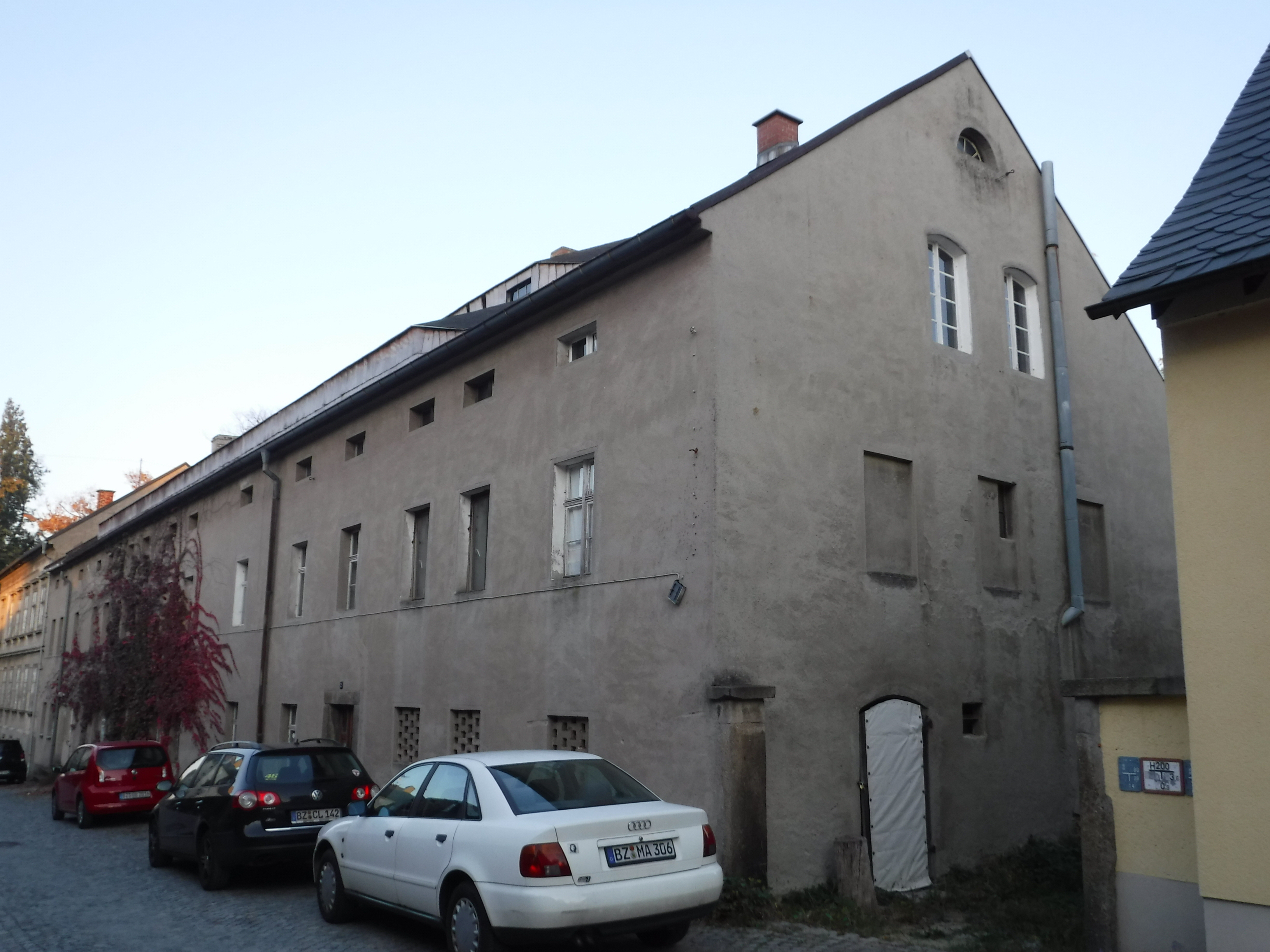
Waschhaus

#### Waschhaus
An die Villa Anna schließt sich in südlicher Richtung das Waschhaus der Schwesternhäuser (ehemals kleines Schwesternhaus) an (Peter-Buck-Straße 2). Das Waschhaus wurde in mehreren Etappen zwischen 1795 und 1817 erbaut und war im Laufe seiner Geschichte durch unterschiedliche Nutzungen geprägt.
Das Gebäude ist ein langer Putzbau über zwei Etagen mit Kniestock und Satteldach mit Hechtgaube. Ein großer Dachboden wurde früher als Trockenraum genutzt. Das Objekt ist innen weitgehend unverändert erhalten.

#### Gartenhaus mit Remise
Im großen Garten hinter den Schwesternhäusern liegt das massive Gartenhaus mit Remise, erbaut um 1795. Charakteristisch sind die fünf Arkadenbögen aus Granit, das Krüppelwalmdach und der lang gestreckte Dachhecht. Die Hofpflasterung aus Granit stammt aus der Erbauungszeit.
Das Gartenhaus ist derzeit als Veranstaltungsraum eingerichtet. Die Remise erhielt 2014 einen neuen Lausitzer Naturlehmboden.

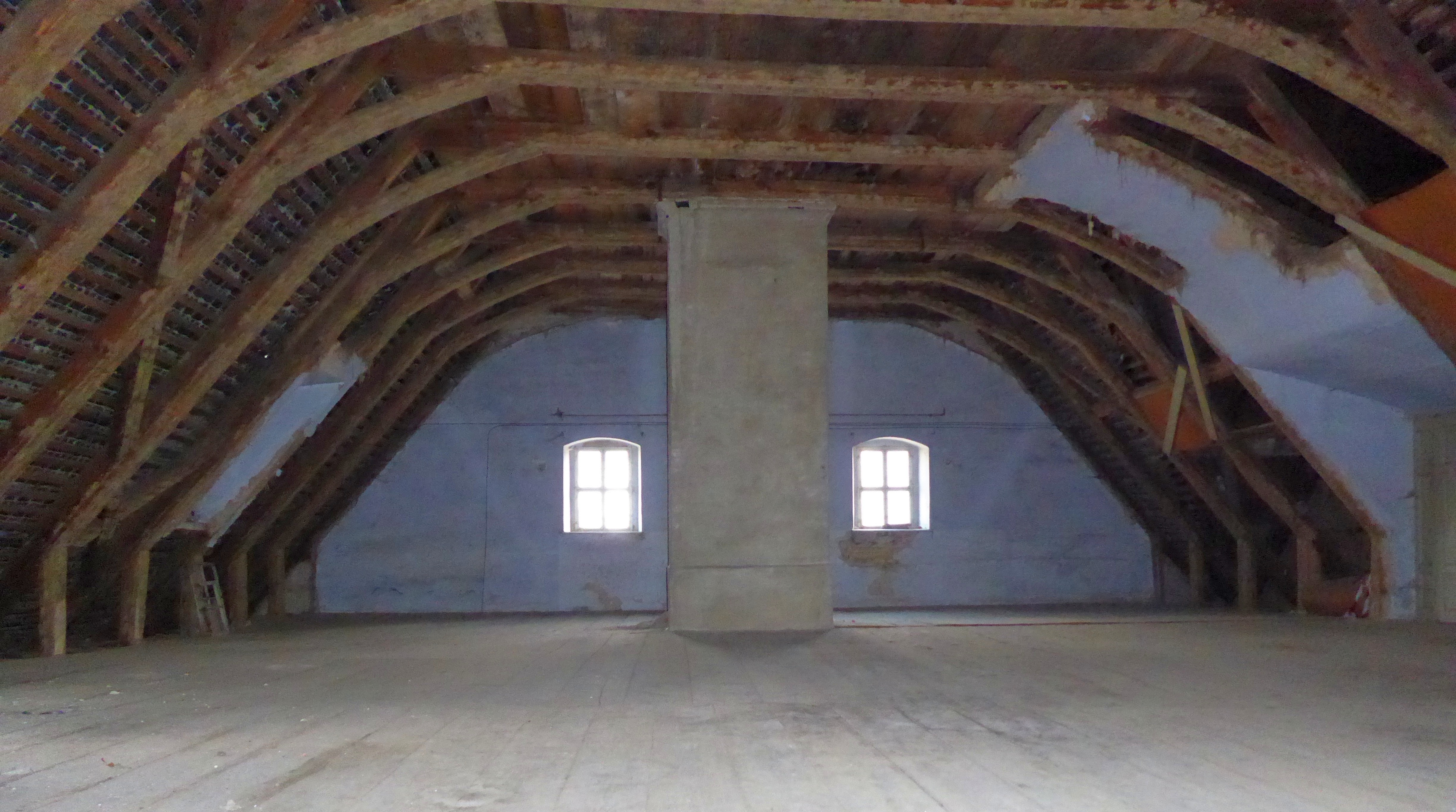
Schlafsaal im Chorhaus
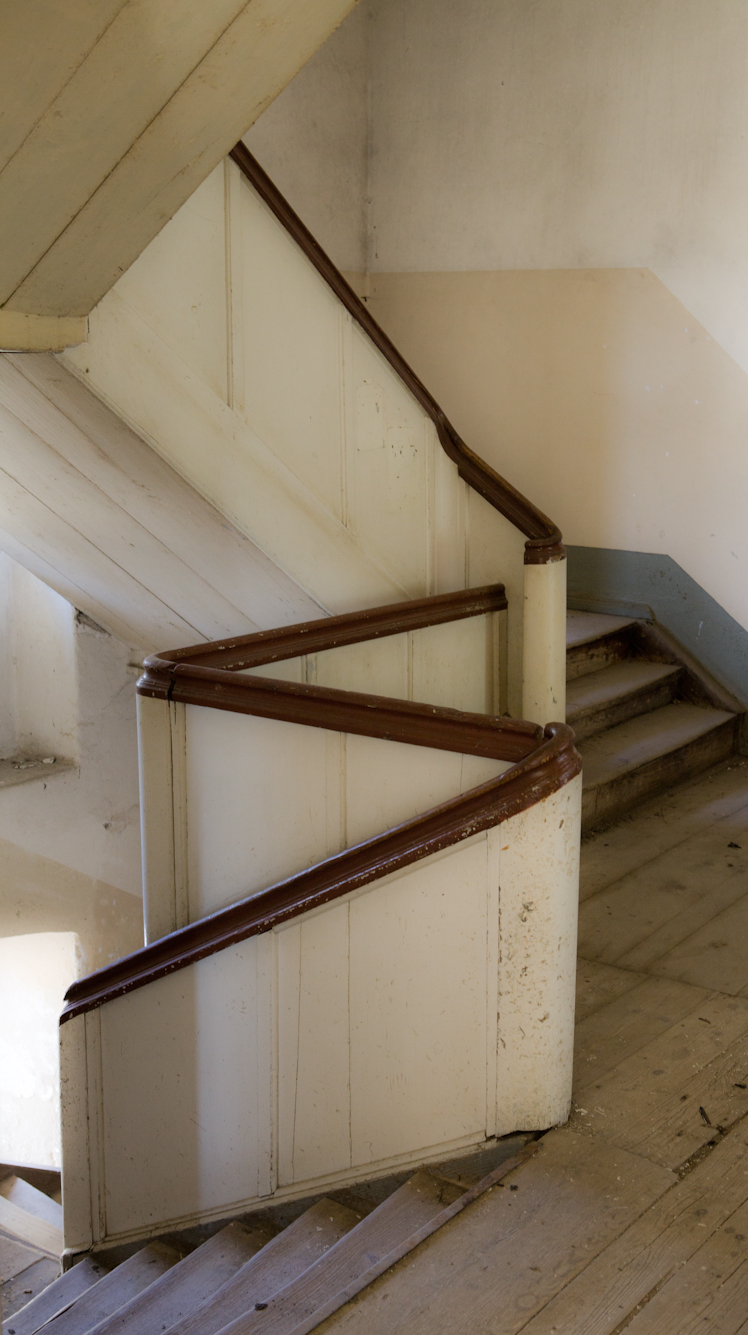
Treppenhaus im Chorhaus
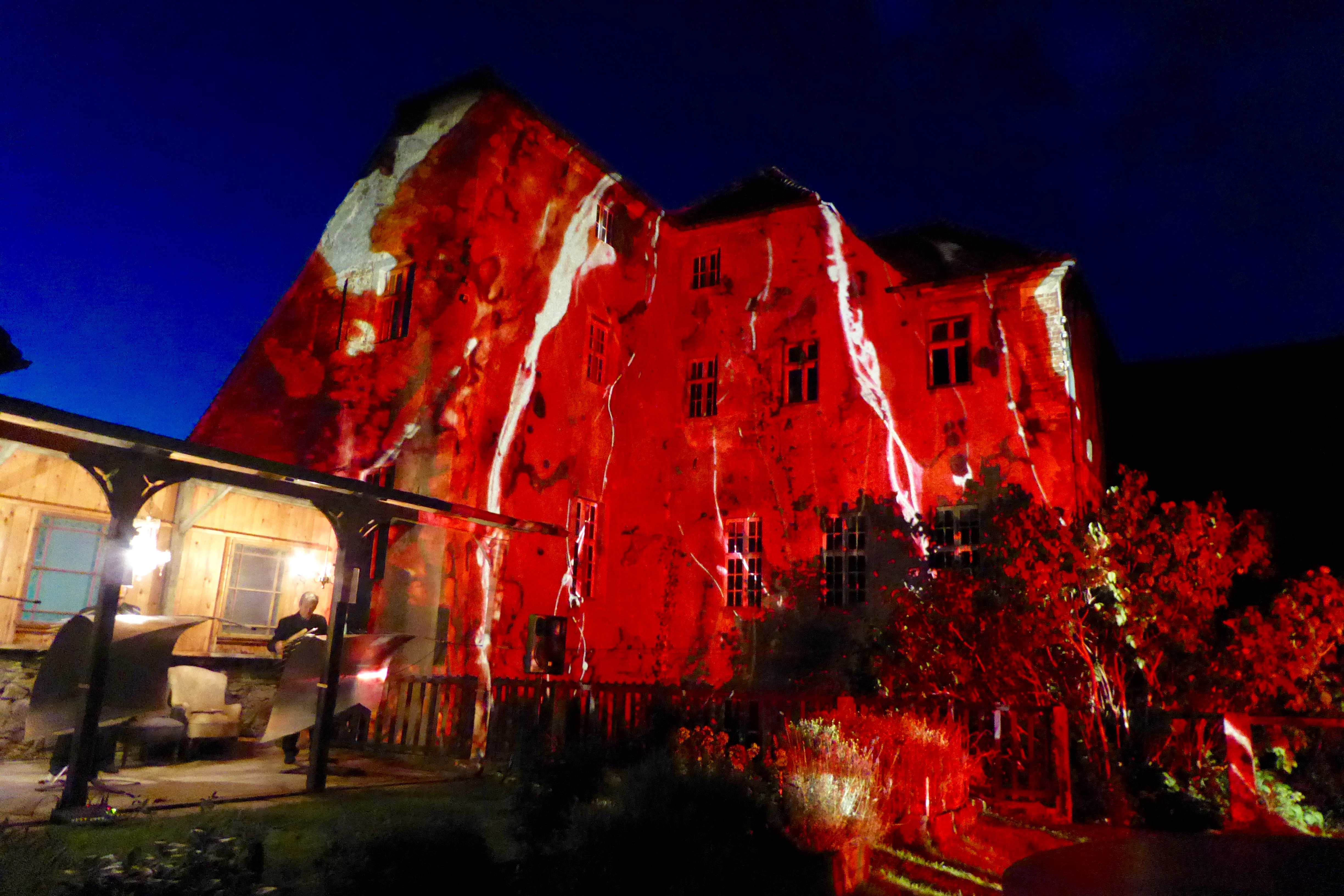
Illuminiertes Chorhaus 2017
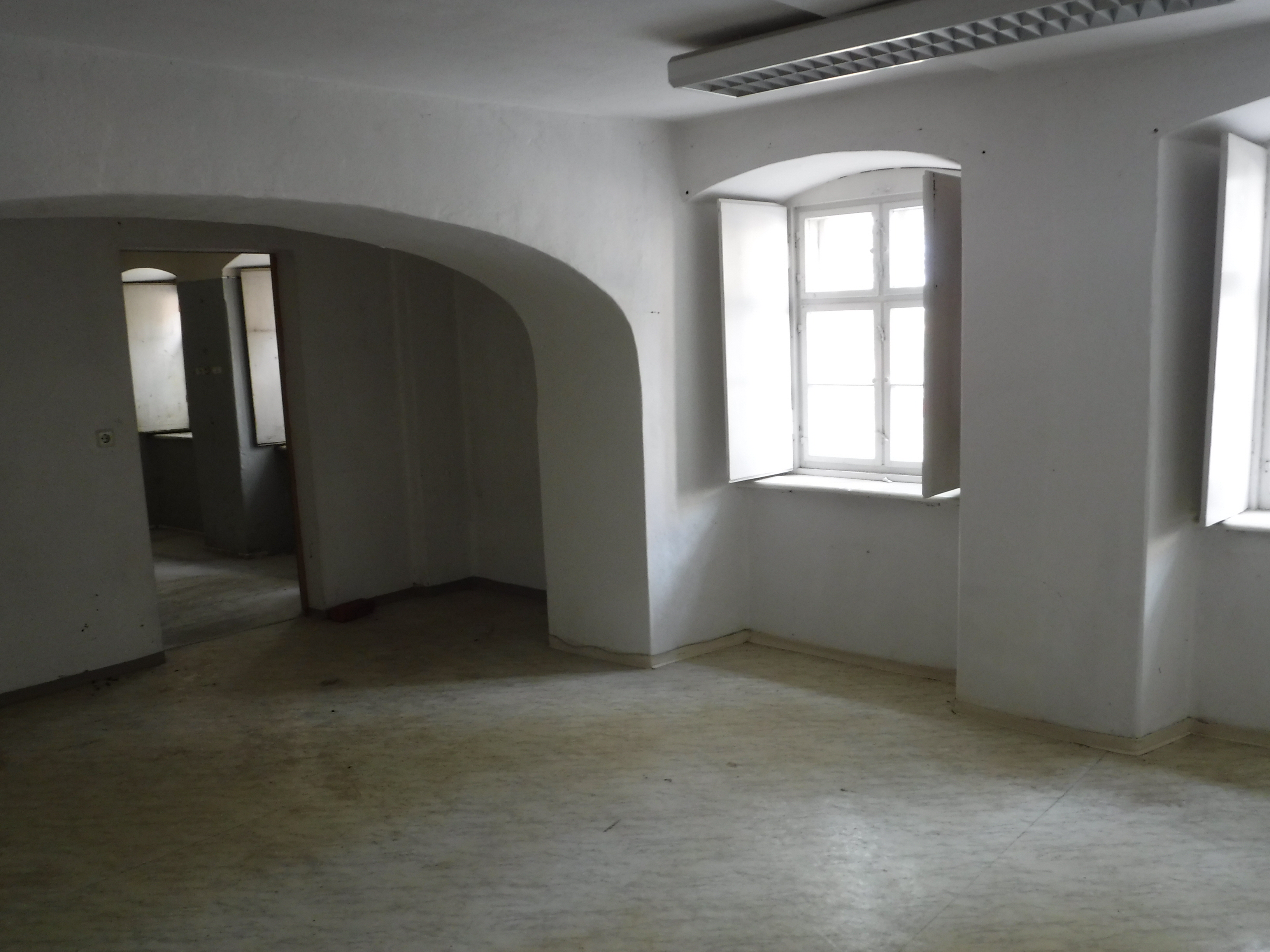
Ehemaliger Laden im Schwesternhaus
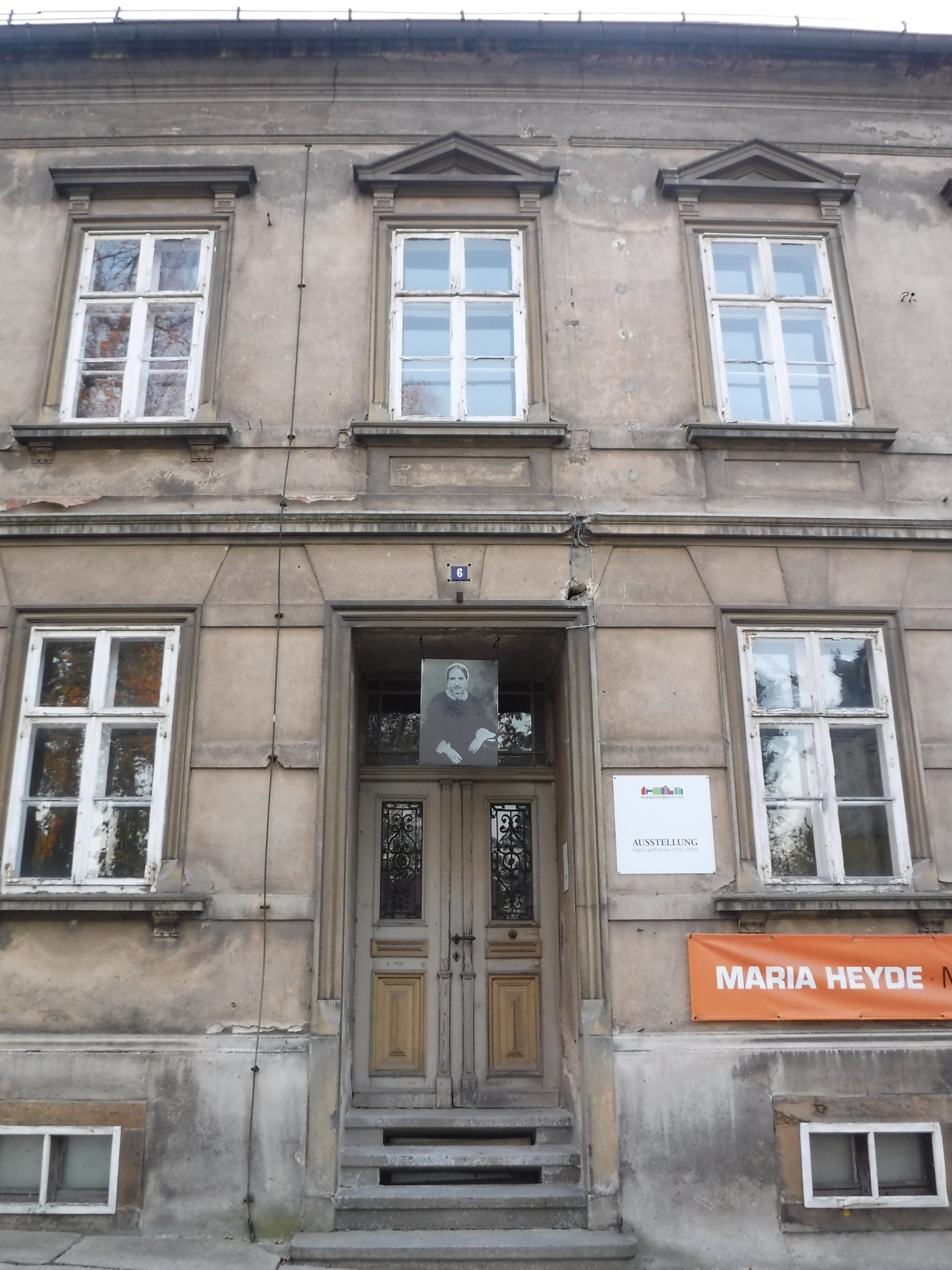
Villa Anna, Detail

### Weitere Gebäude
| Bild                                    | Bezeichnung | Lage                             | Datierung                     | Beschreibung | ID       |
| --------------------------------------- | --- | -------------------------------- | ----------------------------- | --- | -------- |
| Weitere Bilder                          | Wohnhaus / Ehemaliges Diasporahaus | Friedhofsweg 2 (Karte)           | 1778                          | Am 11. Mai 1778 wurde der Grundstein für das Diasporahaus gelegt. Dieses wurde als Übernachtungsstätte für die aus der ganzen Nieder- und Oberlausitz kommenden Gottesdienstbesucher errichtet. Außerdem hatte der Diasporaprediger (ein Reisepfarrer) darin seine Dienstwohnung. Zur Zeit der Grundsteinlegung gehörten 1600 Personen (ohne Kinder) an 144 Orten zur Kleinwelkaer Diaspora. 1905 kaufte die Mädchenanstalt als letztes Gebäude das Haus. Heute ist es ein Wohnhaus. Das Obergeschoss des massigen Gebäudes besteht aus verschiefertem Fachwerk. An der Haustür findet sich ein Granitgewände und eine vierstufige Freitreppe. Aus der Bauzeit ist das Krüppelwalmdach und die Sprossenfenster in originaler Größe erhalten. | 09253060 |
| Weitere Bilder                          | Wohnhaus in Ecklage/Ehemaliges Efeuhaus, davor sieben Granit-Zaunpfeiler                                                                           | Friedrich-Gruhl-Straße 2 (Karte) | Kern 1787                     | Das Haus wurde 1787 als Wohnhaus mit Gemüseladen erbaut. Bis 1902 war es vollständig mit Efeu bewachsen. In diesem Gebäude wohnte unter anderem der Eskimo-Missionar Johann August Miertsching als Pensionär bis 1873. Das Obergeschoss des Gebäudes besteht aus verbrettertem Fachwerk. Das Haus schmückt eine Haustür mit Granitgewände und -freitreppe. Im Erdgeschoss finden sich Reste einer Putzgliederung sowie originale Sprossenfenster. | 09253052 |
|                                         | Wohnhaus | Friedrich-Gruhl-Straße 4 (Karte) | Um 1800                       | Das Wohnhaus ist ein eingeschossiger, gedrungener Putzbau mit Krüppelwalmdach. Der Giebel ist verschiefert, die Fenster wurden seit der Erbauung um 1800 verändert. | 09253067 |
|                                         | Wohnhaus mit Mauerzug der Grundstückseinfriedung entlang der Straße, ehemalige Gerberei                                                            | Gerberberg 1 (Karte)             | 1766                          | Das Gebäude wurde 1766 als Wohnhaus und Gerberei erbaut. Im Jahr 1845 wurde die Lederhandlung aus dem Herrenhaus des Ritterguts in die Gerberei verlagert. Die zum Gerben nötige Lohe wurde in der zum Brüderhaus gehörenden Lohemühle (erbaut 1857, abgerissen 1902) hergestellt. Der entstandene Lohkäse konnte ebenfalls im Laden gekauft werden. Im Jahr 1856 wurde die Gerberei verpachtet, 1902 verkauft und während des Ersten Weltkriegs geschlossen. Das Obergeschoss des Gebäudes ist als verschiefertes Fachwerk ausgeführt. Der Giebel wurde verputzt. | 09253101 |
|                                         | Wohnhaus und in die Tiefe des Grundstücks verlaufende Einfriedungsmauer                                                                            | Hauptstraße 5 (Karte)            | 1795                          | Das massive, zweigeschossige Wohnhaus mit Krüppelwalmdach wurde 1795 gebaut. Im profiliertem Gewände der Haustür erkennt man noch die Befestigung der Hauslaterne, die in der Erbauungszeit die Straße und über das Oberlicht der Haustür auch den Hausflur spärlich erleuchtete. Vor der Tür befindet sich eine Freitreppe. Der Baukörper ist original erhalten, während die Fenster verändert wurden. | 09253047 |
| Weitere Bilder                          | Ehemaliger Gasthof (ohne östlichen Anbau) mit drei Wirtschaftsgebäuden, Hofpflasterung und Torbogen, vor dem Gasthof drei achteckige Granitpfeiler | Hauptstraße 7 (Karte)            | 1782                          | Der Gasthof der Brüdergemeine mit Übernachtungsmöglichkeit wurde 1782 erbaut. Der Kaufmann Abraham Dürninger spendete zum Bau 50 Taler. Der massive, zweigeschossige Bau ist traufständig. Sichtbar sind Reste einer Putzgliederung, eine historische Haustür mit Granitgewände und einer Granit-Freitreppe. Den Abschluss des Hauses bildet ein Krüppelwalmdach mit fünf Dachhäuschen. Zum mittleren Wirtschaftsgebäude hinter dem Gasthof führt eine breite Durchfahrt mit einem barocken Torbogen. Der Hof ist mit Granitpflaster aus der Erbauungszeit belegt. | 09253044 |
|                                         | Hof mit zwei Seitengebäuden, ehemals Rittergut | Hauptstraße 8 (Karte)            | Um 1850, Kern womöglich älter | Das Rittergut wurde 1345 erstmals erwähnt. Anfang des 18. Jahrhunderts wechselte es häufig den Besitzer, zwischen 1701 und 1705 sind fünf Besitzerwechsel vermerkt. Der nichtadlige Verwalter Matthäus Lange kaufte 1746 das Gut, nachdem sich niemand vom Adel für es interessiert hatte. Lange stellte es 1751 den erweckten Sorben als ersten Versammlungsraum zur Verfügung. Der erste Prediger der Kleinwelkaer Gemeine, Wilhelm Biefer, wohnte in diesem Gut. Zwischen 1752 und 1758 zur Einweihung des Betsaals befand sich hier der Versammlungssaal. Die vierte Seite des Hofes ist heute abgerissen. Das Hauptgebäude ist ein um 1850 erbautes massives Wohnhaus aus Bruch- und Feldsteinen. An der Rückseite befindet sich ein Ausbau mit Gusseisensäulen. Alle Gebäude des Hofs tragen Krüppelwalmdächer. | 09253045 |
| Weitere Bilder                          | Wohnhaus, ehemalige Bäckerei | Hauptstraße 9 (Karte)            | 1774                          | Das Haus wurde 1774 als Privathaus errichtet und war von 1810 bis 1894 das Wohnhaus des jeweiligen Predigers in Kleinwelka. Danach wurde es als Bäckerei der Brüdergemeine genutzt. Es ist ein zweigeschossiger, massiver Bau mit Putzgliederung. An der historischen Haustür befindet sich eine Freitreppe sowie Granitgewände mit einem Korbbogen und einem Schlussstein. Bedeckt ist das Haus mit einem Krüppelwalmdach mit drei Fledermausgauben. | 09253043 |
|                                         | Wohnhaus, ehemaliges Pilgerhaus | Hauptstraße 10 (Karte)           | 1870                          | Das Haus war zur Zeit seiner Errichtung für den Urlaub und den Ruhestand der im weltweiten Einsatz befindlichen Missionarsfamilien bestimmt. Außer den frühen Schulheimen ist es das einzige dreistöckige Haus der Kolonie. Seit der ersten Hälfte des 20. Jahrhunderts dient es als Wohnhaus. Es ist ein stattlicher dreigeschossiger Putzbau mit übergiebeltem Mittelrisalit und Satteldach. Aus der Erbauungszeit sind Fensterbekrönungen, das rustizierte Erdgeschoss sowie originale Sprossenfenster mit Winterfenstern erhalten. | 09253042 |
|                                         | Wohnhaus / ehemaliges Hohenthalsches Haus | Hauptstraße 11 (Karte)           | 1784                          | Das zweigeschossige Wohnhaus mit zweiläufiger Granittreppe zum Eingang verfügt über eine schöne Haustür. Die Fenstergrößen und die Wandstruktur sind heute stark verändert. | 09253104 |
|                                         | Wohnhaus in halboffener Bebauung | Hauptstraße 13 (Karte)           | 1835                          | Das massive, zweigeschossige Wohnhaus wurde 1835 errichtet. Im Erdgeschoss befindet sich eine große Toreinfahrt mit aufwändigem Portal und Granitgewände. In der Durchfahrt ist noch das Gewölbe erhalten. Die Fenstergewände im Obergeschoss wurden entfernt. | 09253041 |
|                                         | Wohnhaus/Brüderhaus | Matthäus-Lange-Straße 1 (Karte)  | Einweihung 1765               | Nach Gründung der Kolonie wohnten die ledigen Brüder im Herrenhaus des Matthäus Lange. Da sich dort aber schon 1761 zwölf Brüder eine Stube und einen Schlafraum teilen mussten, wurde der Bedarf nach einem Neubau schnell deutlich. In dem sumpfigen, mit Eichen bestandenen Gelände, das nach rechts und nach hinten stark abfiel, wurde am 5. April 1764 der Grundstein gelegt. Am 10. August 1765 konnte das Brüderhaus als Ausbildungs-, Arbeits- und Wohnstätte für ledige Männer eröffnet werden. Es zogen 45 Männer in das neue Haus ein. Schon 1781 musste angebaut werden. Es entstand der rechte, etwas vorspringende Teil des Hauses. 1798 wohnten bereits 86 Brüder in dem Haus. Mehrere Brüder teilten sich also eine Stube, geschlafen wurde gemeinsam im Schlafsaal. Im Laufe der Zeit gab es im Brüderhaus unter anderem eine Schneiderei, Schuhmacherei, Tischlerei, Weberei, Bäckerei, Gerberei, Seidensiederei und die gemeinsame Küchenversorgung. Der Alltag im Brüderhaus begann mit dem Wecken um 5 Uhr. 45 Minute später fanden sich die Brüder zur Morgenandacht im Chorsaal ein. Neben den Arbeitsstätten befand sich im Brüderhaus auch eine Bibliothek, das Archiv der Ortsgemeinde und das Vorsteheramt. Im Jahr 1891 wurde in dem Gebäude ein Familien-Wohnhaus eingerichtet. Das Brüderhaus ist ein massiver, zweigeschossiger barocker Putzbau mit großem Krüppelwalmdach mit langem Dachhecht. Das Haustürgewände ist profiliert, weiterhin schmückt das Haus ein Schlussstein, eine weit ausladende halbrunde Freitreppe und Fenstergewände aus Sandstein. Die Sprossenfenster sind im originalen Sinne erhalten. | 09253030 |
| Direkt Bild zu diesem Denkmal hochladen | Mauerzug der Grundstückseinfriedung mit zwei Toreinfahrten, diese mit jeweils zwei Granittorpfosten                                                | Matthäus-Lange-Straße 1b (Karte) | 19. Jahrhundert               | | 09304280 |
|                                         | Wohnhaus, ehemaliges „Glitsch-Haus“ | Peter-Buck-Straße 3 (Karte)      | 1819                          | Der Vorgängerbau an dieser Stelle, ein Wohnhaus von 1765, wurde 1819 durch einen Neubau ersetzt. Ab 1885 befand sich das Haus im Besitz der Familie Glitsch. Danach diente es als Dienstwohnung des Knabenschulheims und des späteren Alten- und Pflegeheims. Heute wird das massive, eingeschossig Haus mit Krüppelwalmdach als Wohnhaus genutzt. An der Vorderseite des Dachs befinden sich fünf Fledermausgauben, an der Rückseite fünf Dachhäuschen. | 09253032 |
| Weitere Bilder                          | Wohnhaus, ohne Anbau | Peter-Buck-Straße 5 (Karte)      | 1765                          | Das massive eingeschossige Wohnhaus mit überstehendem Dachhaus wurde 1765 errichtet. Heute sind die Sprossenfenster unecht, auch die originale Haustür wurde entfernt. | 09253033 |
| Weitere Bilder                          | Wohnhaus und Scheune eines Zweiseithofes, ehemalige Schmiede                                                                                       | Peter-Buck-Straße 7 (Karte)      | 1765                          | Errichtet wurde das Haus 1765 als Wohnhaus mit Schmiede und landwirtschaftlichen Gebäuden im Stil eines Zweiseithofes. Erbauer war der Mitbegründer der Kolonie Kleinwelka, Nikolaus Schneider. Heute wird das zweigeschossige, massive Gebäude als Wohnhaus genutzt. An der Haustür sieht man ein schönes Granitgewände. Die Fenster sind noch in originaler Größe und größtenteils mit Sprossen versehen. Sowohl das Wohnhaus als auch die Scheune sind mit einem Krüppelwalmdach und einfacher Biberschwanzdeckung abgeschlossen. | 09253034 |
|                                         | Wohnhaus in zwei Flügeln über Eck, dazu an der Zinzendorfstraße die Einfriedungsmauer, mehrere Granitpfosten und Einfahrt / (Missions-)Witwenhaus  | Zinzendorfplatz 1 (Karte)        | 1759                          | Das Gebäude wurde 1759 errichtet. Darin befand sich die erste Bäckerei der Kolonie. Nach 1864 wurde es umgebaut als Heim für Witwen. 1875 zogen die ersten sechs Witwen ein. Seit Mitte des 20. Jahrhunderts befinden sich im Gebäude Wohnungen. Ein Flügel des massiven, zweigeschossigen Hauses liegt am Zinzendorfplatz, der andere entlang der Zinzendorfstraße. Eine zum Ensemble gehörende massive Wohnscheune mit zwei Fledermausgauben wurde nach 1995 abgebrochen. | 09253039 |
|                                         | Wohnhaus, Eckhaus in geschlossener Bebauung in zwei Flügeln / ehemaliges Ladenhaus                                                                 | Zinzendorfplatz 2 (Karte)        | 1752                          | Ein Laden mit Waren des täglichen Bedarfs wurde am 4. August 1761 in diesem Haus eröffnet. Zwischen 1776 und 1779 befand sich in dem Haus die „Tagesanstalt für Mädchen“, in der die Mädchen unterrichtet und auch außerhalb der Unterrichtsstunden unter Aufsicht den Tag über zusammen waren. 1835 erfolgte ein Anbau. Anfang des 19. Jahrhunderts befand sich im Haus die Wohnung des Ortspredigers. Nachdem dieser in die spätere Bäckerei umgezogen war, zog der Gemeindearzt in das Haus ein. Zwischen 1864 und 1884 war das Gebäude die erste Poststelle des Ortes. Seitdem wird es als Wohnhaus genutzt. Der zweigeschossige, massive, gedrungene Baukörper trägt ein mächtiges Krüppelwalmdach mit zehn Fledermausgauben. Vor dem Haus befindet sich eine breite, vierstufige Granit-Freitreppe. Die Fenstersprossung ist im originalen Sinne erhalten. | 09253040 |
|                                         | Wohnhaus mit nach hinten angebautem Flügel / Komtesshaus                                                                                           | Zinzendorfplatz 3 (Karte)        | 1865                          | An dieser Stelle stand ab 1751 das erste Haus der Kolonie Kleinwelka. Dieses wurde 1865 abgerissen und der Neubau errichtet. 1870 erwarb die Komtess von Hohenthal das Haus. 48 Jahre später wurde es von ihren Nachkommen verkauft. Seit dem 20. Jahrhundert befinden sich darin Wohnungen und Handwerksbetriebe. Der Bau ist zweigeschossig ausgeführt; die Fassade zeigt einen gegiebelten Mittelrisalit, eine Putzgliederung mit angedeuteter Kolossalordnung, einen Kniestock und acht Fensterachsen. Die Bausubstanz ist weitgehend original erhalten. | 09253027 |
|                                         | Wohnhaus, ohne Anbauten | Zinzendorfplatz 4 (Karte)        | 1752                          | Das Haus wurde 1752 als zweites Haus der Kolonie errichtet und ist heute das älteste Haus des Ortes. Darin richtete David Uh 1789 die wohl erste Tabakfabrik der Oberlausitz ein. Später diente es als Wohn- und Geschäftshaus. Das Obergeschoss und der Giebel bestehen aus verbrettertem Fachwerk. Die Fenster sind noch in originaler Größe erhalten. Das Dach ist ein steiles Krüppelwalmdach mit Hechtgaube. | 09253028 |
|                                         | Pfarrhaus, ohne Anbauten | Zinzendorfplatz 5 (Karte)        | Ursprünglich 1757             | Das Gebäude wurde 1757 als Wohnhaus für den Rittergutsbesitzer und Begründer der Kolonie Kleinwelka Matthäus Lange errichtet. Später war es Wohnhaus des ersten Gemeindearztes, ab 1843 die Wohnung des Gemeinvorstehers. Seit 1896 befindet sich am Zinzendorfplatz 5 das Pfarramt. Den massiven Bau schmücken ein Granit-Haustürgewände und die Giebelprofilierung. Die relativ großen Sprossenfenster mit Winterfenstern sind im originalen Sinne erhalten. | 09253029 |
| Weitere Bilder                          | Wohnhaus | Zinzendorfstraße 3 (Karte)       | 1871                          | Das Haus von 1871 ist der Nachfolgebau eines Hauses von 1761. Das massive Gebäude hat einen gegiebelten Mittelrisalit und eine Granittreppe. Die Sprossenfenster sind noch aus der Erbauungszeit. | 09253064 |
| Weitere Bilder                          | Doppelwohnhaus | Zinzendorfstraße 4, 6 (Karte)    | 1762                          | Das Doppel-Fachwerkhaus wurde 1762 erbaut und ist damit eines der ältesten in Kleinwelka erhaltenen Häuser. Ab 1893 wohnte in der linken Hälfte des Hauses ein Kleinwelkaer Original, der ehemalige Nachtwächter und Gemeindediener Karl Thomas. Das Obergeschoss besteht aus verbrettertem Fachwerk. Im Krüppelwalmdach befinden sich vier Fledermausgauben. Die Fenster sind in originaler Größe erhalten. | 09253063 |
| Weitere Bilder                          | Wohnhaus/Glockengießerei, zwei Werkstattgebäude im Grundstück sowie Mauer und zwei Granittorsäulen                                                 | Zinzendorfstraße 5 (Karte)       | 1762                          | Das Gebäude wurde 1762 vom Großvater des Glockengießers Friedrich Gruhl erbaut. Zwischen 1803 und 1896 wurde es zuerst als Gelb- und Rotgießerei genutzt, später zur Glockengießerei entwickelt. Nach schwierigen Anfängen prosperierte die Firma schnell, schon 1818 musste das Haus umgebaut und erweitert werden. Die weit ausgedehnte Werkstatt befand sich auf der linken Seite des Hauses. Insgesamt wurden hier etwa 1700 künstlerisch wertvolle Glocken für die Kirchen der Lausitz, Schlesiens und für zahlreiche Orte der Missionsgebiete Afrikas und Amerikas gegossen. Die Firma Gruhl beschäftigte zeitweilig 50 Arbeitskräfte. Die Glocken gingen damals unter anderem an den Dom St. Petri in Bautzen und zur Londoner Industrieausstellung 1851. Dort erhielt Gruhl einen Preis für seine Glocke. Die berühmte Glockengießerei wurde 1850 von König Friedrich August II. und 1858 von König Johann besichtigt. Seit 1992 befinden sich in dem massiven, zweigeschossigen Haus Eigentumswohnungen. Besonderheiten sind das Krüppelwalmdach mit fünf Fledermausgauben, die schöne Haustür mit Granitgewände, eine Freitreppe aus vier halbrunden Granitstufen und die originalen Sprossenfenster. | 09253065 |
| Weitere Bilder                          | Wohnhaus, nach links in geschlossener Bebauung | Zinzendorfstraße 7 (Karte)       | 1795                          | Das eingeschossige, massive und gedrungener Wohnhaus mit Krüppelwalmdach wurde 1795 errichtet. Geschmückt wird es durch das Haustür-Granitgewände. Die Fenster wurden verändert. | 09253056 |
| Weitere Bilder                          | Wohnhaus / Voranstalt / Kinderheim | Zinzendorfstraße 11 (Karte)      | 1795                          | Das Gebäude wurde 1795 für die Gräfin von Isabella von Wartensleben erbaut. Die Witwe eines österreichischen Generals zog im Oktober 1796 in das Haus ein. Nach ihrem Tod kaufte 1812 der herzoglich-wirkliche Geheimrat Christian von Damnitz das Haus. 1858 wurde das Haus umgebaut zur „Voranstalt“, einem Heim für die Söhne der Missionare, die im Vorschulalter nach Kleinwelka kamen. 1919 wurde die Voranstalt aufgelöst, die Schulheime übernahmen deren Aufgabe. Heute ist das Gebäude ein Wohnhaus. Das breitgelagerte, freistehende, zweigeschossige, massive Wohnhaus verfügt über ein Krüppelwalmdach. Man erkennt eine Haustür mit Granitgewände und eine breit ausladende fünfstufige Granit-Freitreppe sowie hohe originale Sprossenfenster und zum Teil vermauerte Fenster. | 09253054 |

## Persönlichkeiten
- Friedrich Gruhl (1778–1852), Kupferschmied und Glockengießer, gründete im Jahre 1803 in der Kolonie Kleinwelka, Zinzendorferstraße 5, eine Glockengießerei.[10][11][12]
- Ernst Friedrich Gruhl (1822–1864), Kupferschmied und Glockengießer, übernahm 1852 die Werkstatt seines Vaters Friedrich Gruhl[13][14]